# Automédon (salon)
Pour les articles homonymes, voir Automédon (homonymie).
Automédon est un salon annuel consacré aux voitures et motos anciennes, et à leurs pièces détachées et accessoires, qui se tient le temps d'un week-end d'octobre au Parc des expositions de Paris-Le Bourget près de Paris. La manifestation reçoit, sur ses parkings extérieurs, les particuliers et clubs qui exposent plus de 2 000 voitures, des véhicules de collection anciens jusqu'aux Youngtimers.

## Histoire

### Préambule
Yves Levasseur est un passionné d'automobiles. En 1981, il a créé le premier parking sécurisé pour voitures de collection qui conservait à l'abri près de 400 véhicules. Il a été Président du Club de la Traction Avant Citroën pendant dix ans et a créé sa société de production événementielle spécialisée dans l'automobile de collection.
En 1986, il organise un salon de la pièce détachée pour les voitures de collection dans les sous-sols de La Défense qu'il abandonne après quelques années. Puis, au début des années 2000 il décide de relancer son idée, et crée en 2001, avec la contribution de son partenaire Max Polac, le salon Automédon au Bourget dans le Parc des expositions. La première édition est difficile et rassemble peu de collectionneur mais rapidement, au fil des éditions, le salon va prendre de l'ampleur et s'agrandir avec jusqu'à 20 000 m2 de surface intérieure et 30 000 m2 à l'extérieur en 2017.
De 1976 à 2019 le salon est organisé par Yves Levasseur et son équipe (Max Polac, Alain Debeuré, Jean françois Pineau) et en 2020, son fondateur cède la manifestation aux Éditions LVA, spécialiste de la presse de collection depuis 1976 et organisateur entre autres des Coupes Moto Légende.

### Présentation
Le salon regroupe toutes les activités qui gravitent dans l'univers du véhicule de collection, qu'elles soient directes ou accessoires, de la pièce détachée authentique, des coordonnées d'un club de voitures anciennes, de jouets d'époque. Chaque année, un thème est mis à l'honneur et des expositions associées sont présentées. Cela peut être une marque de prestige, un événement sportif, un lieu historique ou un domaine spécifique de l'automobile.
La particularité du salon Automédon, à la différence des autres salons comme Rétromobile ou le Mondial Paris Motor Show, est que le spectacle pour le visiteur se passe aussi bien à l'intérieur qu'à l'extérieur de l'exposition. Si le Hall 4 reçoit les marchands de pièces (neuves ou occasions), les Clubs d'anciennes et les nombreux véhicules de collection, le parking extérieur quant à lui reçoit les particuliers qui exposent gratuitement leur voiture de collection par marque ou par thème.

### Dates et fréquentation
Le salon Automédon a lieu tous les ans, pendant un week-end du mois d'octobre. Il a battu son record de fréquentation en 2015 avec 18 000 visiteurs.
| Édition | Date             | Nombres de visiteurs |
| ------- | ---------------- | -------------------- |
| 2003    |                  | 7000                 |
| 2010    | 16 et 17 octobre | 11 500               |
| 2011    | 15 et 16 octobre | 14 000               |
| 2012    | 13 et 14 octobre | 14 000               |
| 2013    | 12 et 13 octobre | 15 000               |
| 2014    | 18 et 19 octobre | 17 000               |
| 2015    | 10 et 11 octobre | 18 000               |
| 2016    | 8 et 9 octobre   | 15 000               |
| 2017    | 14 et 15 octobre | 17 000               |
| 2018    | 13 et 14 octobre | 15 000               |
| 2019    | 12 et 13 octobre | 15 000               |
| 2022    | 8 et 9 octobre   |                      |

### Parade
Depuis 2009, une randonnée de voitures anciennes est organisée le samedi matin, en partenariat avec la Fédération française des véhicules d'époque (FFVE), avec une centaine de voitures qui défilent dans les rues de la capitale pour rejoindre Le Bourget.

## Événement

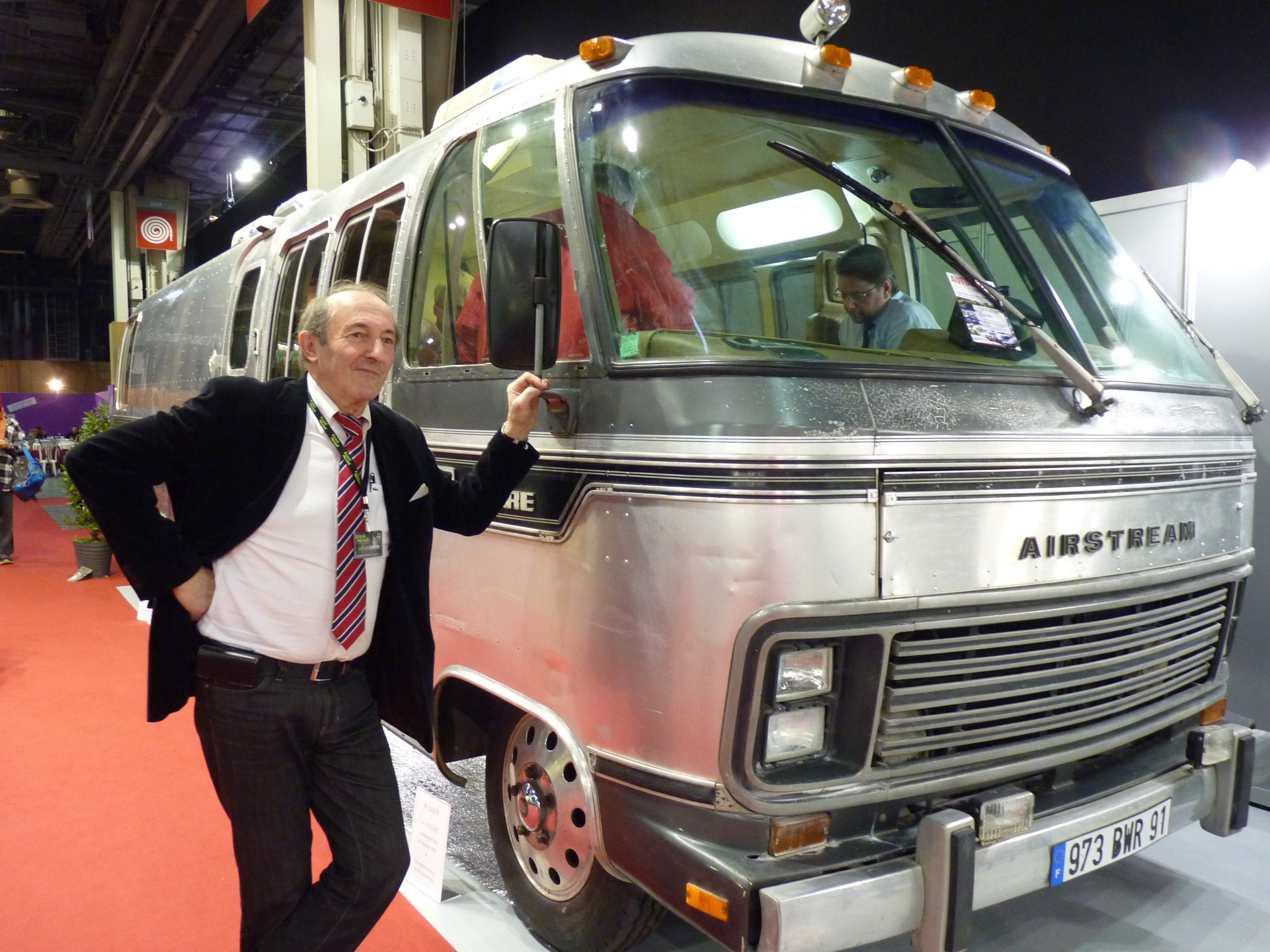
Max Polac devant le motorhome d'Automédon à Rétromobile 2018

« Automédon » est présent à l'édition 2018 de Rétromobile avec l'organisateur Yves Levasseur et le responsable de l'exposition Max Polac, où ils exposent leur motorhome Airstream qui servait aux débuts du salon de local d'accueil à l'entrée de l'exposition.

## Éditions

### 1reédition (2001)
{...}

### 2eédition (2002)
{...}

### 3eédition (2003)
{...}

### 4eédition (2004)
Le salon se déroule les 16 et 17 octobre et s'étend sur 10 000 m2, avec en plus une bourse d'échange de pièce détachées de 5 000 m2 en extérieur. Et cette année c'est la Grande-Bretagne qui est à l'honneur représentée par ses marques nationales Rolls-Royce, Jaguar ou encore Bentley, et sont exposées la Rolls-Royce Phantom II de l'industriel Armand Esders ou la Bentley du Baron Bich créateur du stylo Bic.

### 5eédition (2005)
{...}

### 6eédition (2006)
{...}

### 7eédition (2007)
{...}

### 8eédition (2008)
{...}

### 9eédition (2009)
{...}

### 10eédition (2010)
Cette année vient s'ajouter le Motorama au salon Automédon, qui est un espace consacré aux deux-roues, ainsi qu'une exposition de véhicules américains d'avant 1980, US Motorshow.
Automédon fête ses 10 ans et célèbre les 100 ans d'Alfa Romeo. À cette occasion, une centaine de véhicules de la marque au trèfle à quatre feuille défilent dans Paris en prélude du salon : 1900, Giulietta, Giulia ou Alfetta GTV avant de rejoindre l'exposition.

### 11eédition (2011)
Le salon s'étend sur 18 000 m2 et recoit 285 exposants, et cette année ce sont « Les véhicules d’avant la première guerre mondiale » qui sont à l'honneur. Cette édition est aussi l'occasion de fêter le centenaire de Chevrolet.

### 12eédition (2012)
Le salon s'agrandit de nouveau avec 20 000 m2 de surface d'exposition, et ce sont « Les voitures à 3 roues (tricycle cars) » qui sont à l’honneur.

### 13eédition (2013)
{...}

### 14eédition (2014)
Le thème de cette année est « Compétition & Performance ».

### 15eédition (2015)
Le salon Automédon, du Samedi 10 et dimanche 11 octobre 2015, rend hommage aux « voitures des Grands Prix ancêtres de la Formule 1 ».
Le programme de cette année s'articule autour des thèmes suivants :
- Les Simca et le tiroir de l’inconnu
- Les 60 ans de la Ford Thunderbird
- Le mouvement Rod
- Le 6e Motorama avec l’histoire de la moto de Birmingham à Bologne
- Les motos du Bol d’Or

### 16eédition (2016)
Cette année met à l'honneur les voitures de rallye en consacrant un podium avec L’Aventure Peugeot Citroën qui expose les 205 Turbo 16, 104 ZS rallye, Saxo Kit Car, Xsara WRC et les Citroën de Sébastien Loeb, ainsi qu'aux Lancia avec les Stratos, Aurelia, Lancia Rally 037 et Fulvia.
Cette édition célèbre les congés payés avec une exposition de caravanes "vintage" proposée par le Rétro camping club de France qui fête ses 20 ans. C'est aussi l'occasion de rendre hommage à Serge Gevin, designer Citroën, à l'origine des 2 CV relookées qui ont permis de relancer le modèle avec des séries limitées comme la « Charleston » ou la « Cocorico ».
La fréquentation a baissé cette année avec 3000 visiteurs perdus par rapport à l'édition 2015, qui est l'année record de la manifestation.

### 17eédition (2017)
La 17e édition du salon (14 et 15 octobre 2017) rend hommage à la carrosserie française du début du 20e siècle (1904 à 1949). Le dimanche, ce sont les GTi d'avant 1990 qui sont consacrées au "Meeting GT/GTI". 3 000 véhicules sont venus s'exposer sur les parkings extérieurs.
Cette édition 2017 est la première à consacrer un podium aux Youngtimers à l'intérieur du hall, rendant hommage à Sergio Pininfarina.

### 18eédition (2018)
Le 18e salon de la voiture et de la moto de collection Automédon se déroule au Parc des Expositions de Paris Le Bourget les 13 et 14 octobre 2018, en même temps que le dernier week-end du Mondial Paris Motor Show 2018 (anciennement Mondial de l'Automobile de Paris). 15 000 visiteurs ont visité cette édition rassemblant 240 exposants professionnels et clubs.

#### Exposants
Comme chaque année, de nombreux exposants ont fait le déplacement sur le salon. On y retrouve des marchands de plaques émaillées, de vêtements Vintage, de voitures miniatures, de pièces détachées, d'accessoires automobiles ou encore de documentations techniques.

Les exposants à l'intérieur ...
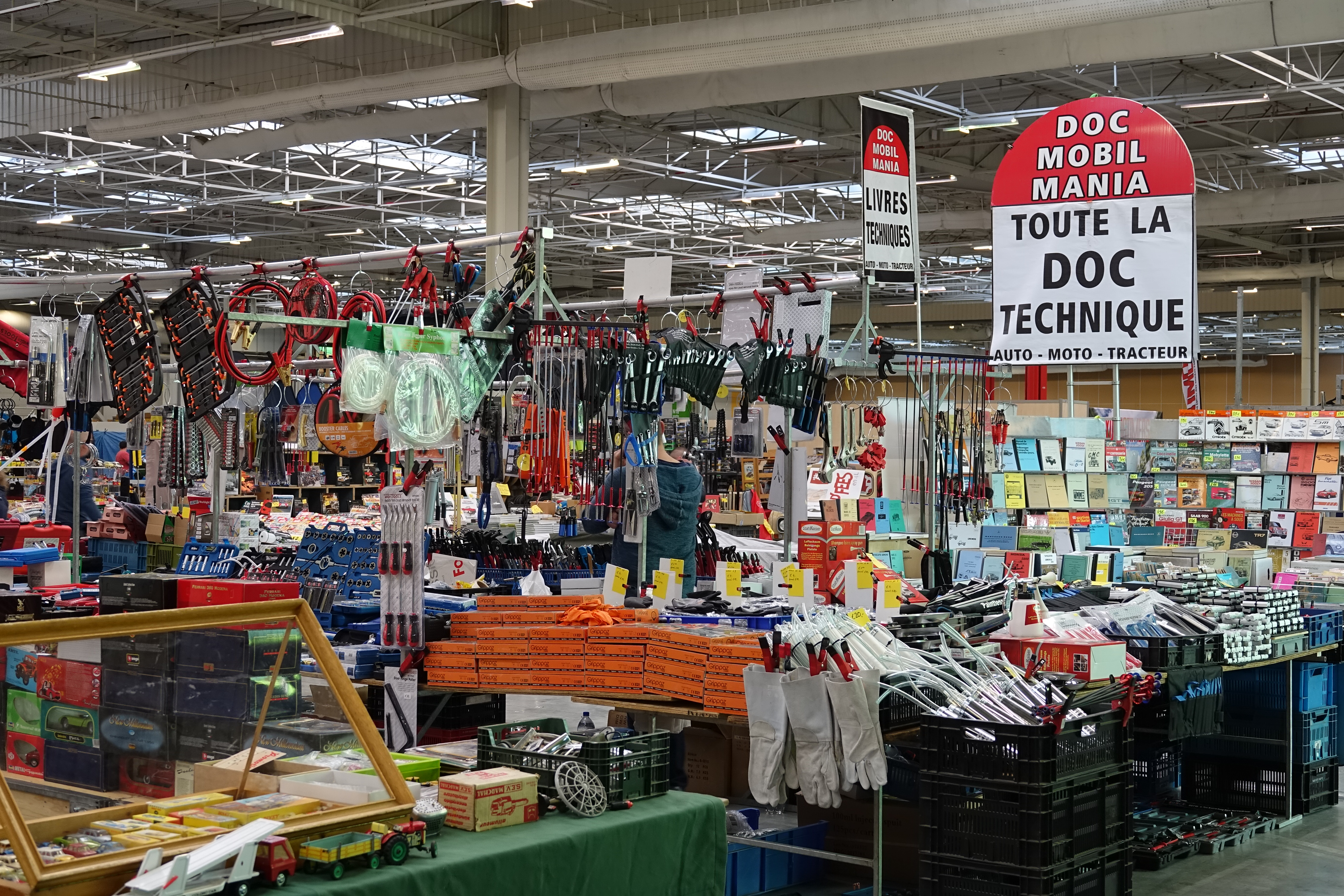
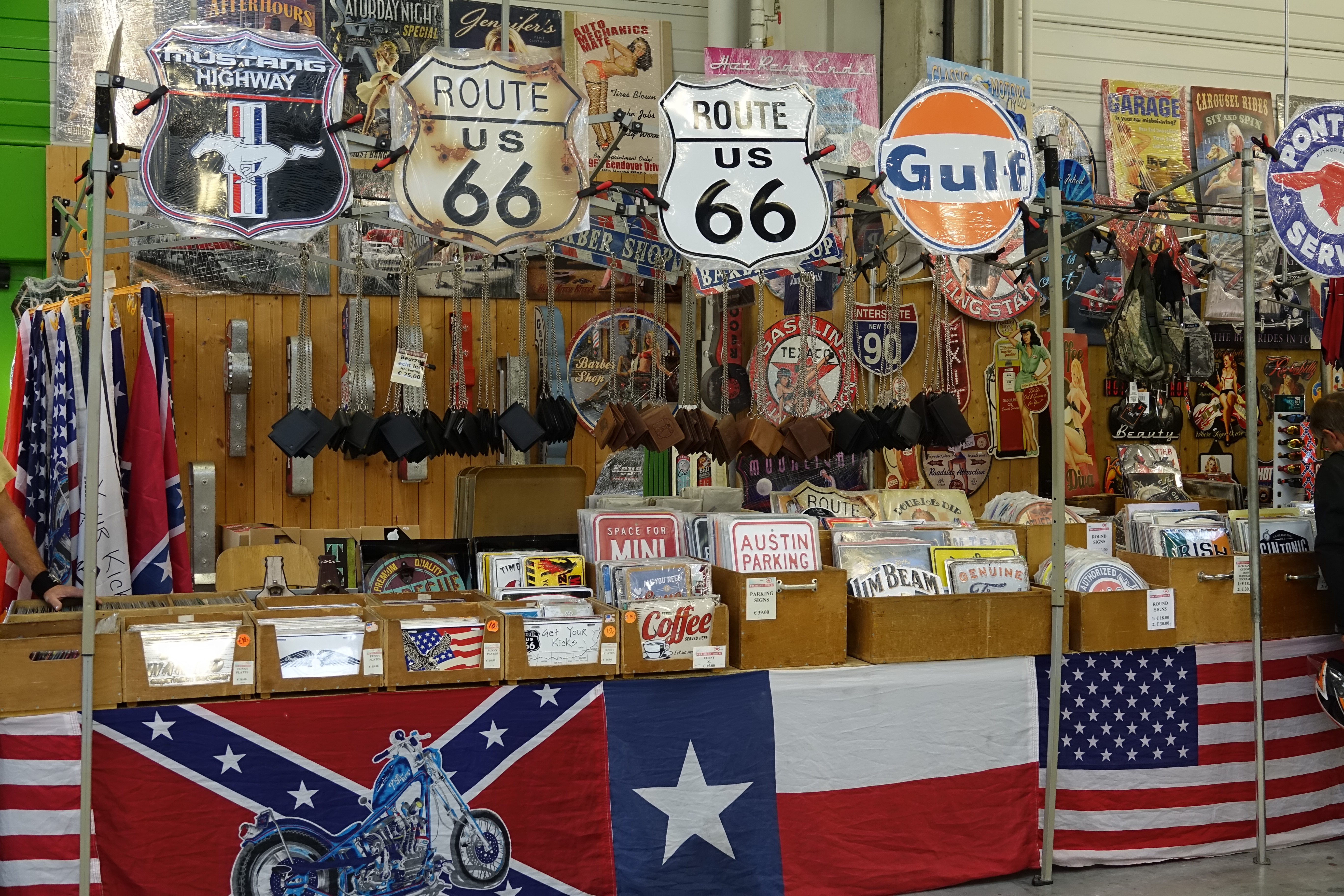
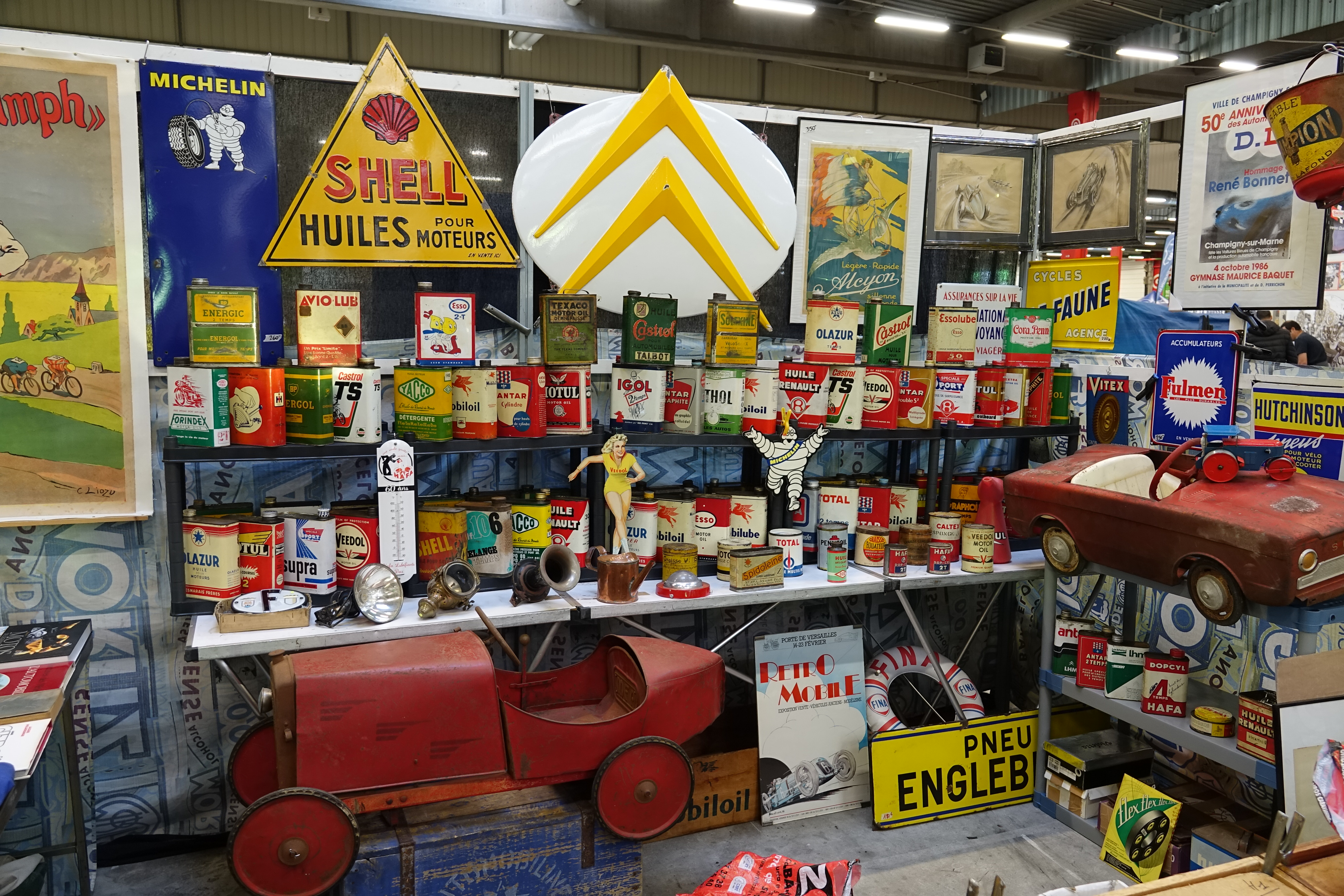
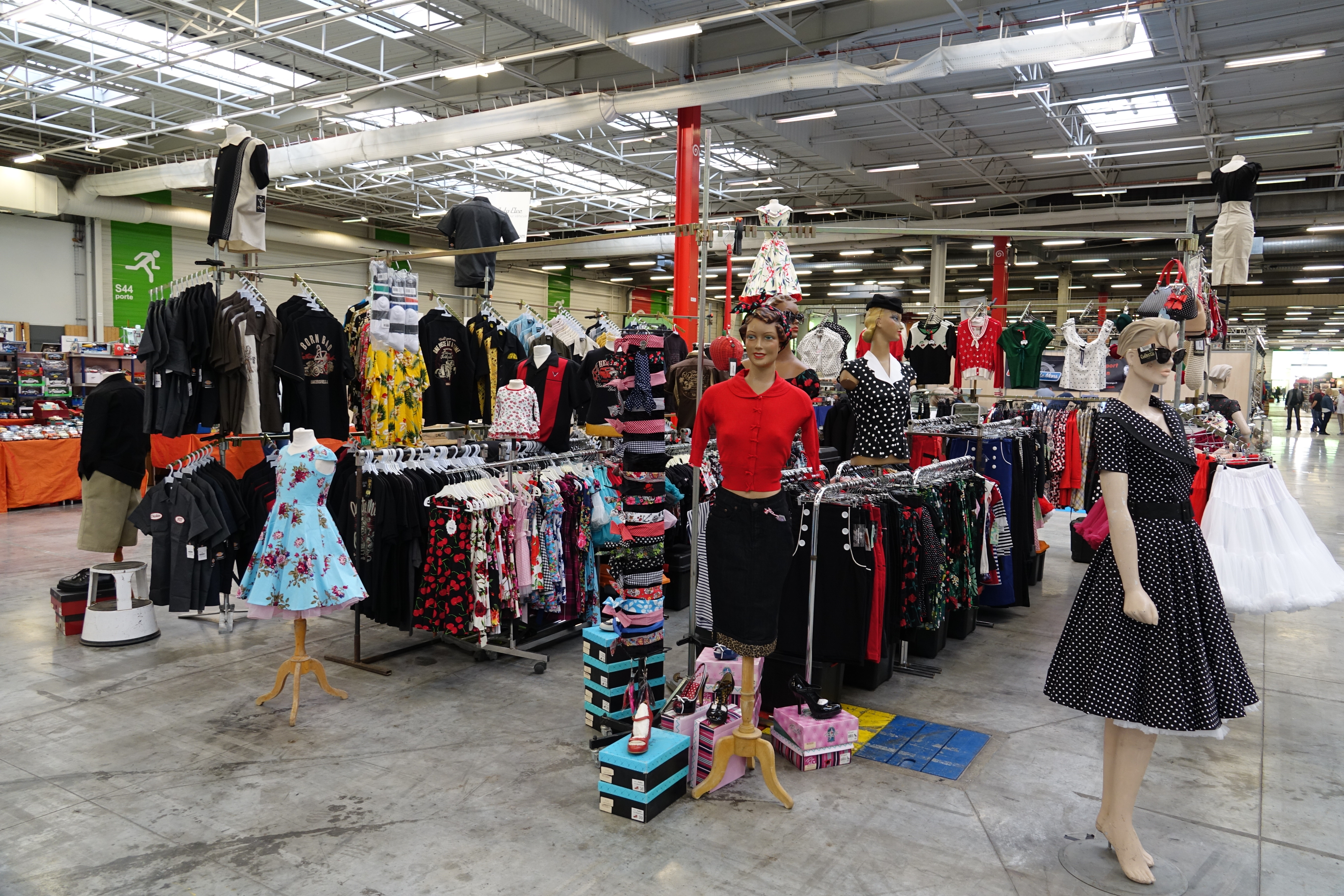
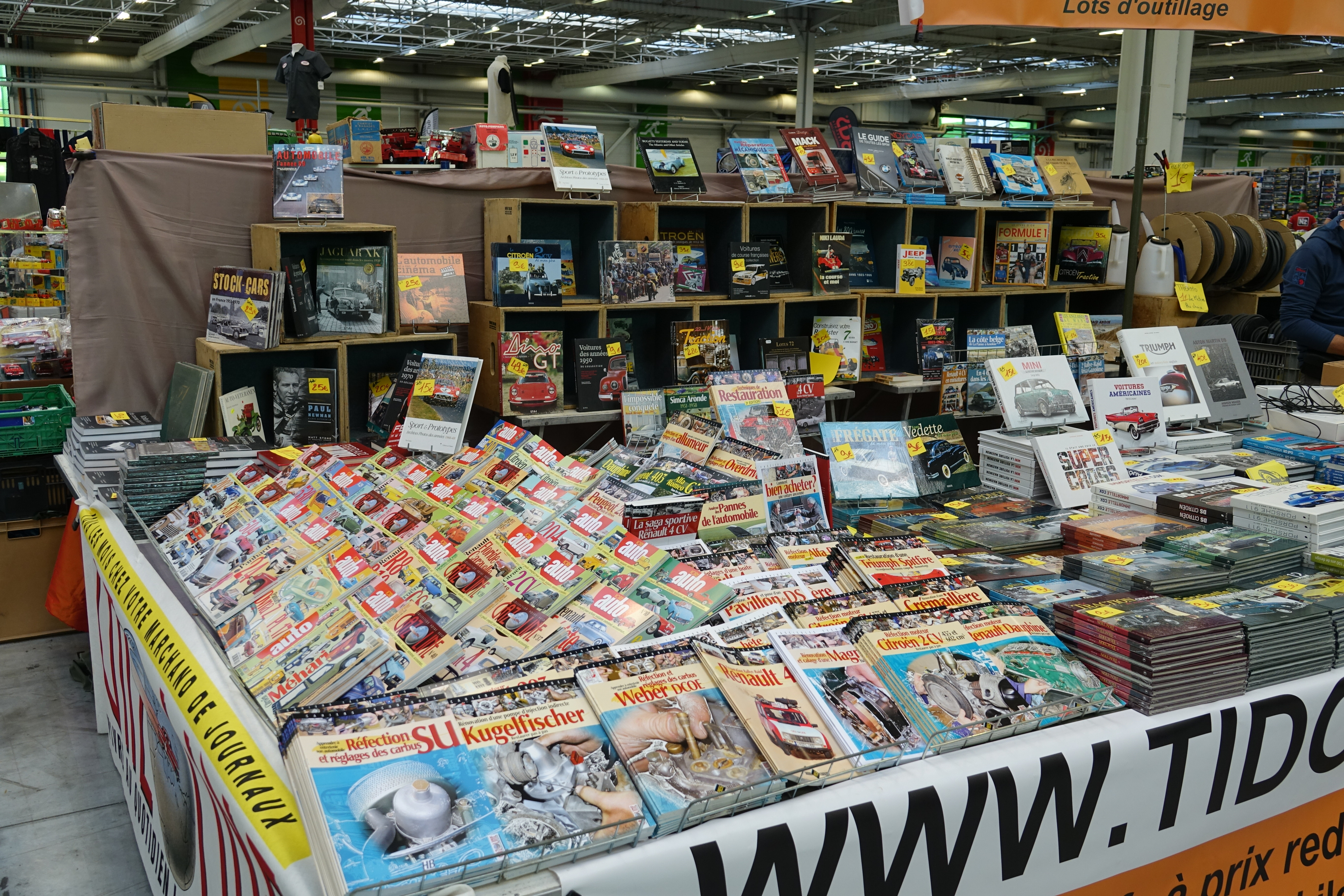
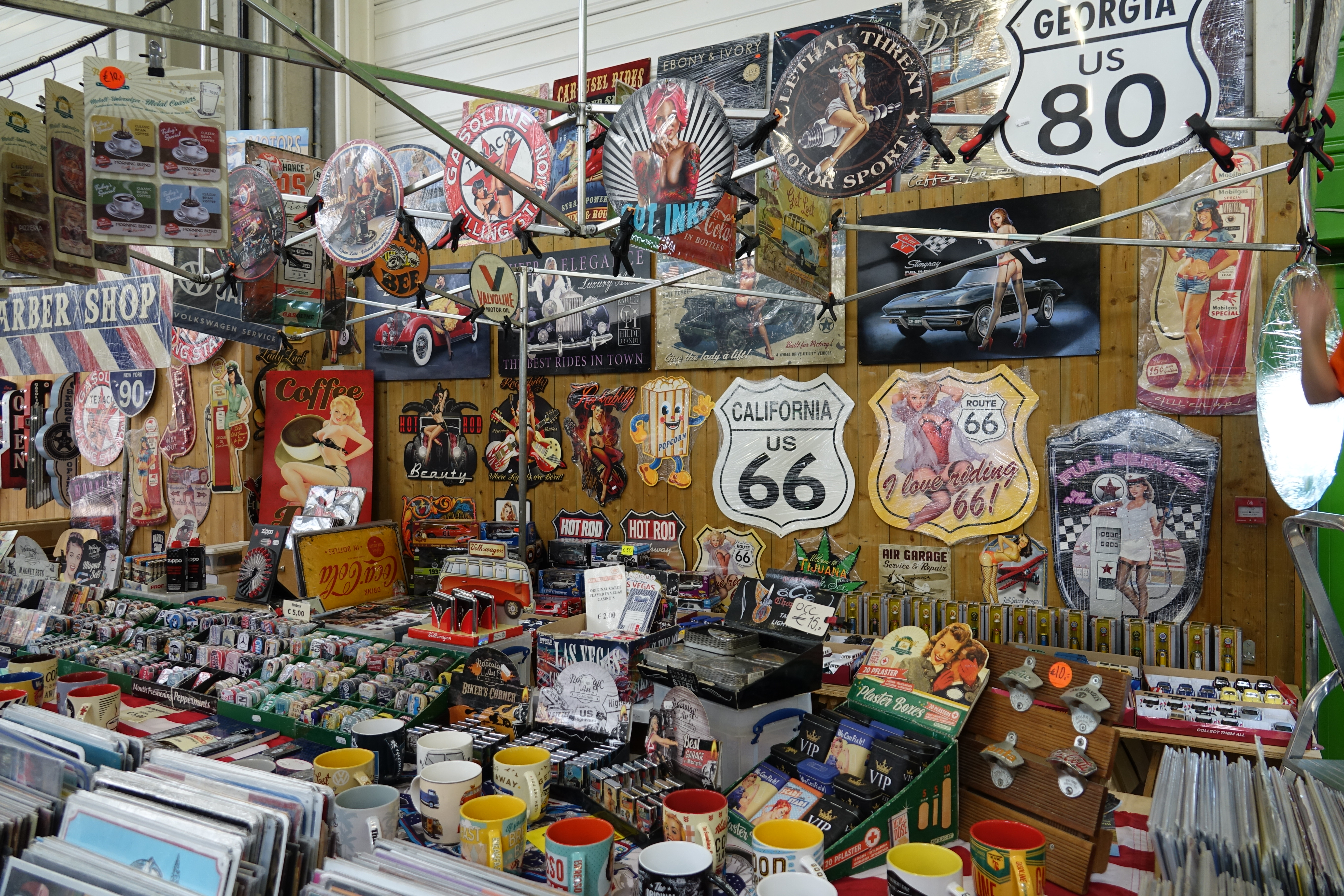
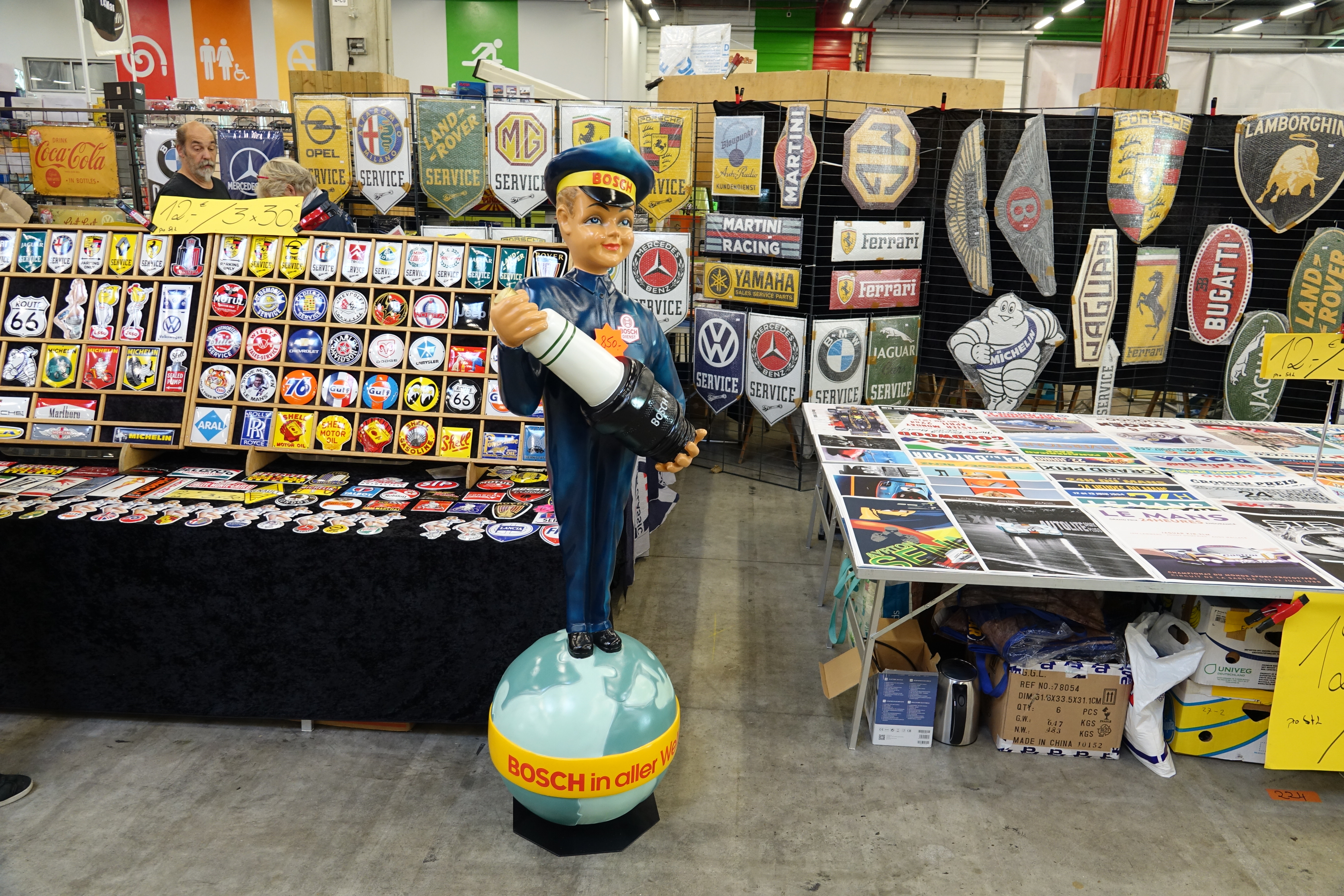
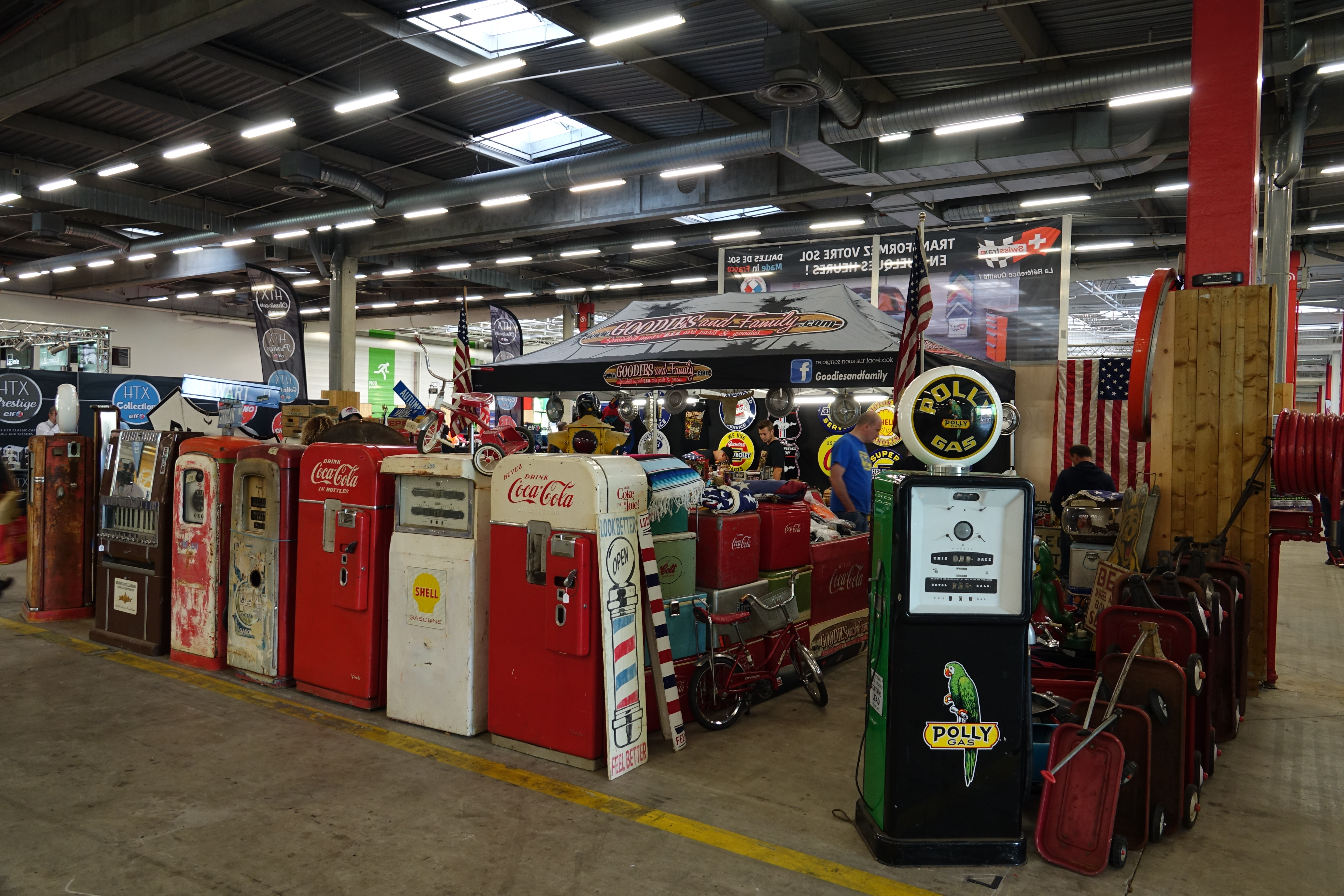
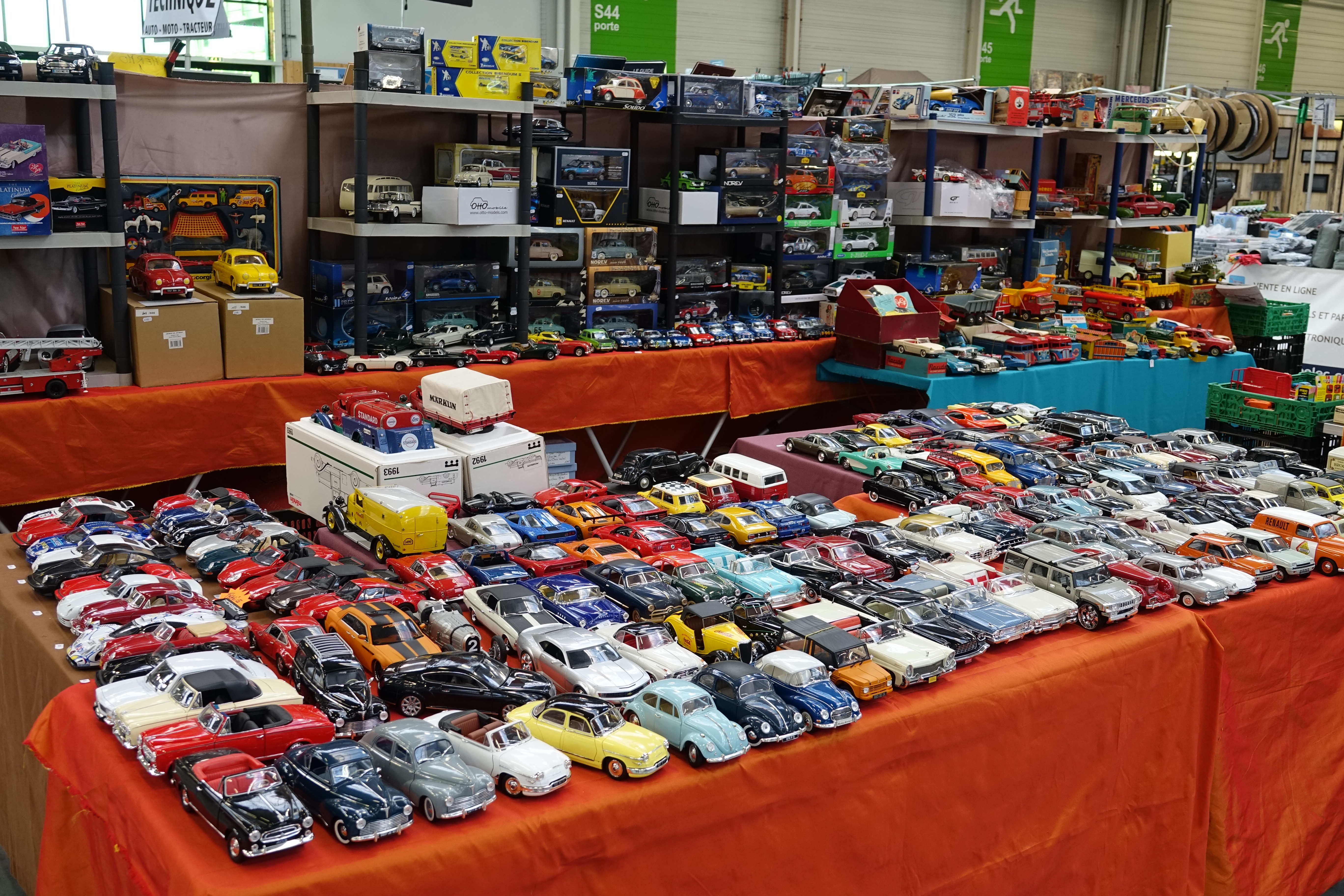
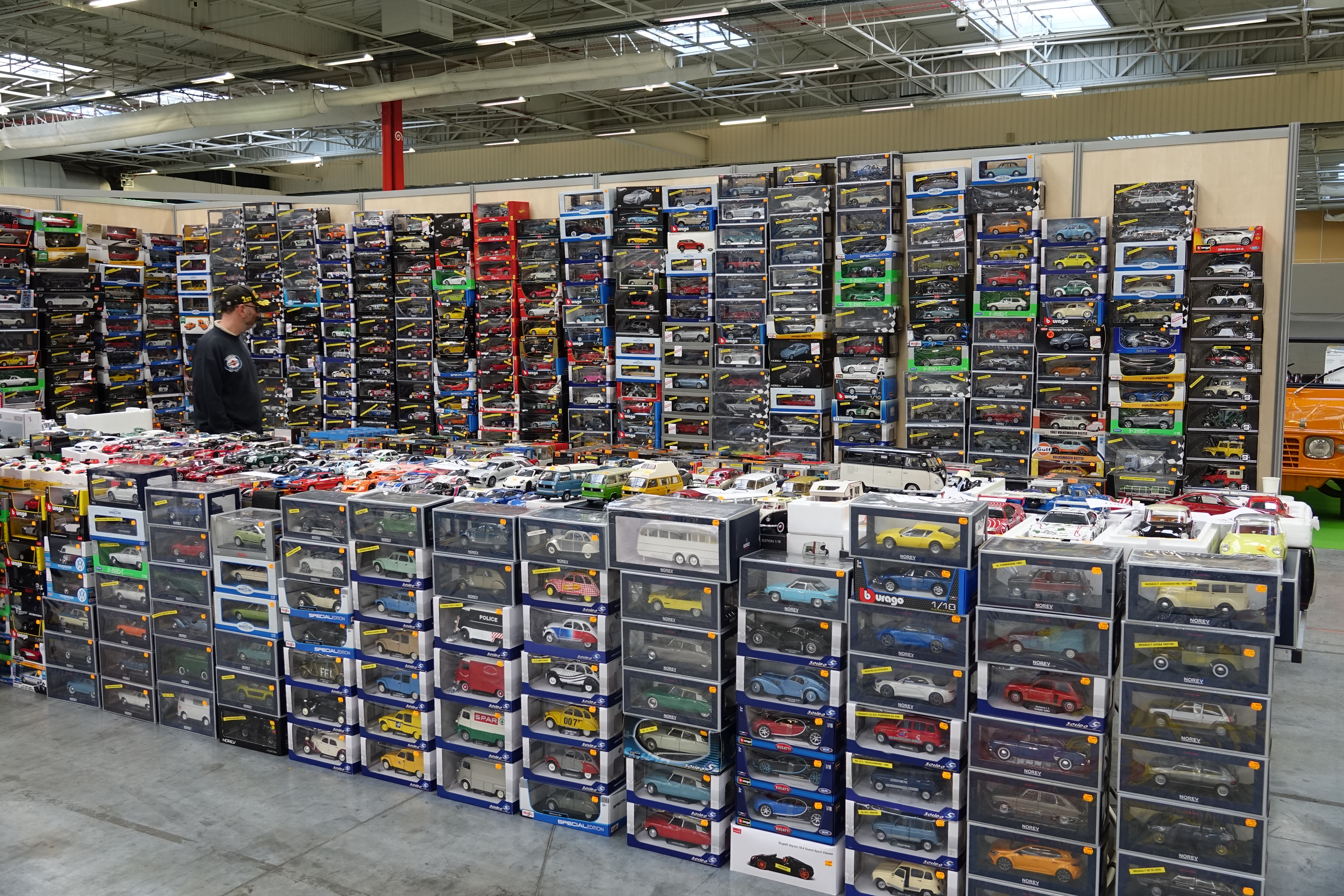

... comme à l'extérieur du salon
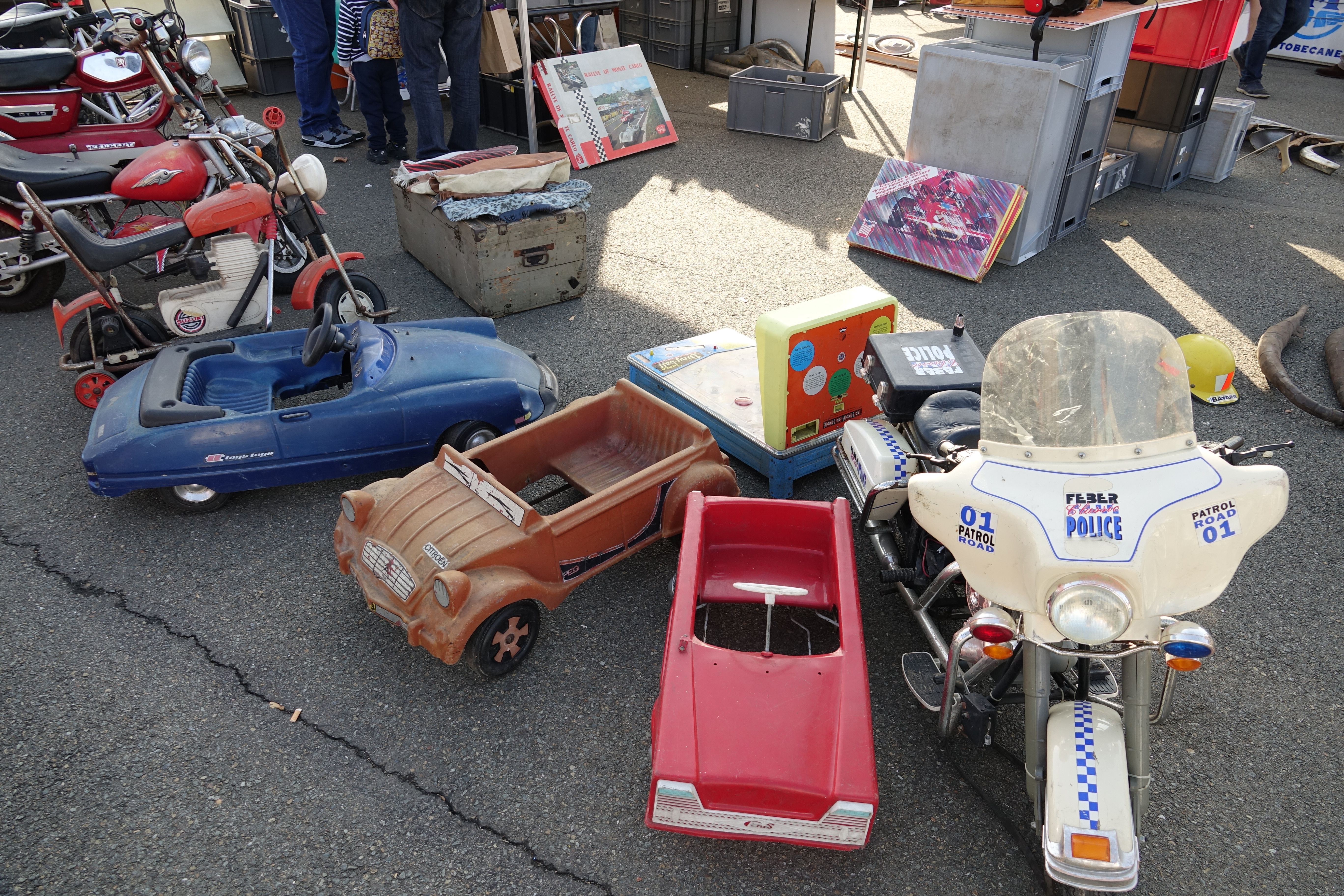
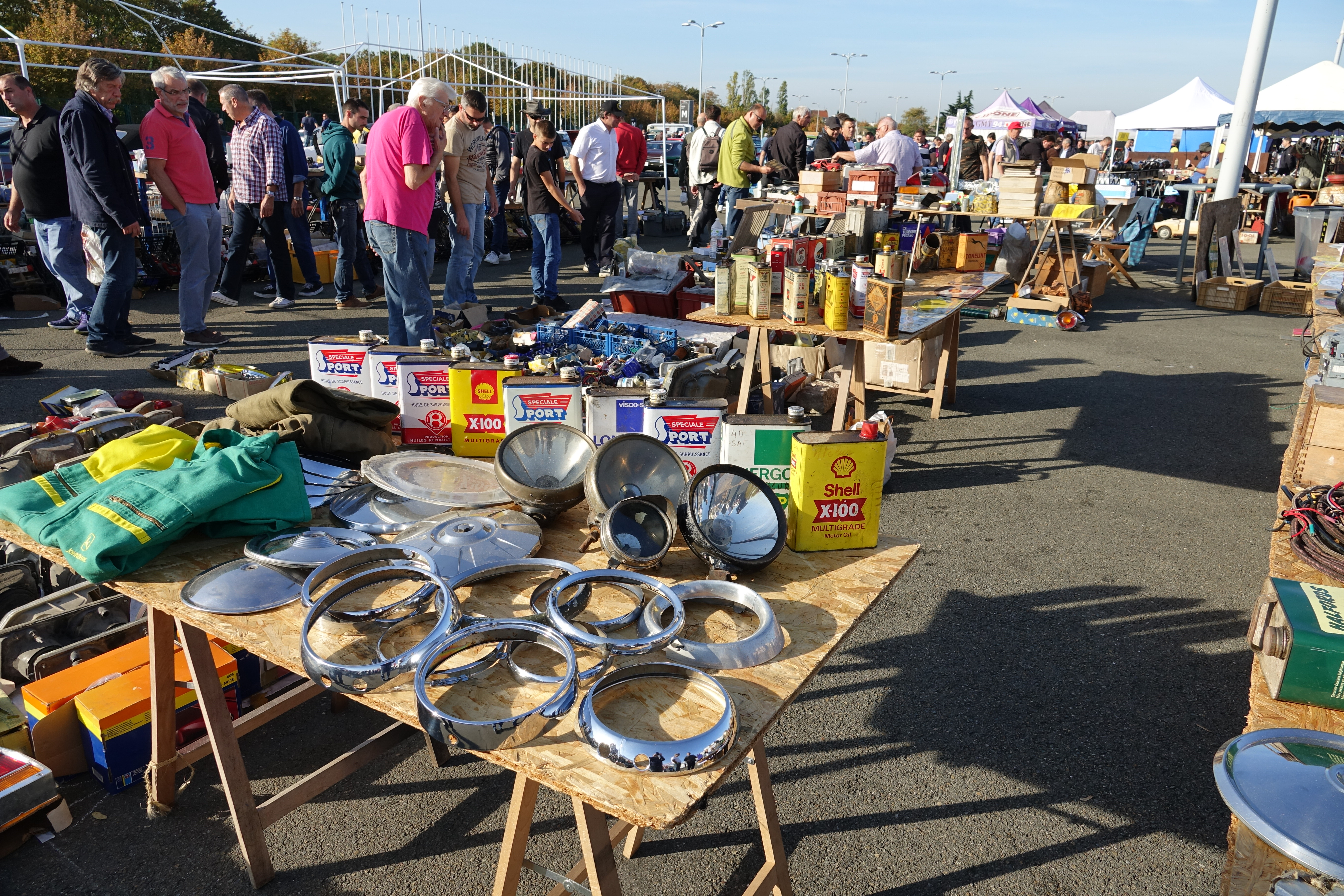
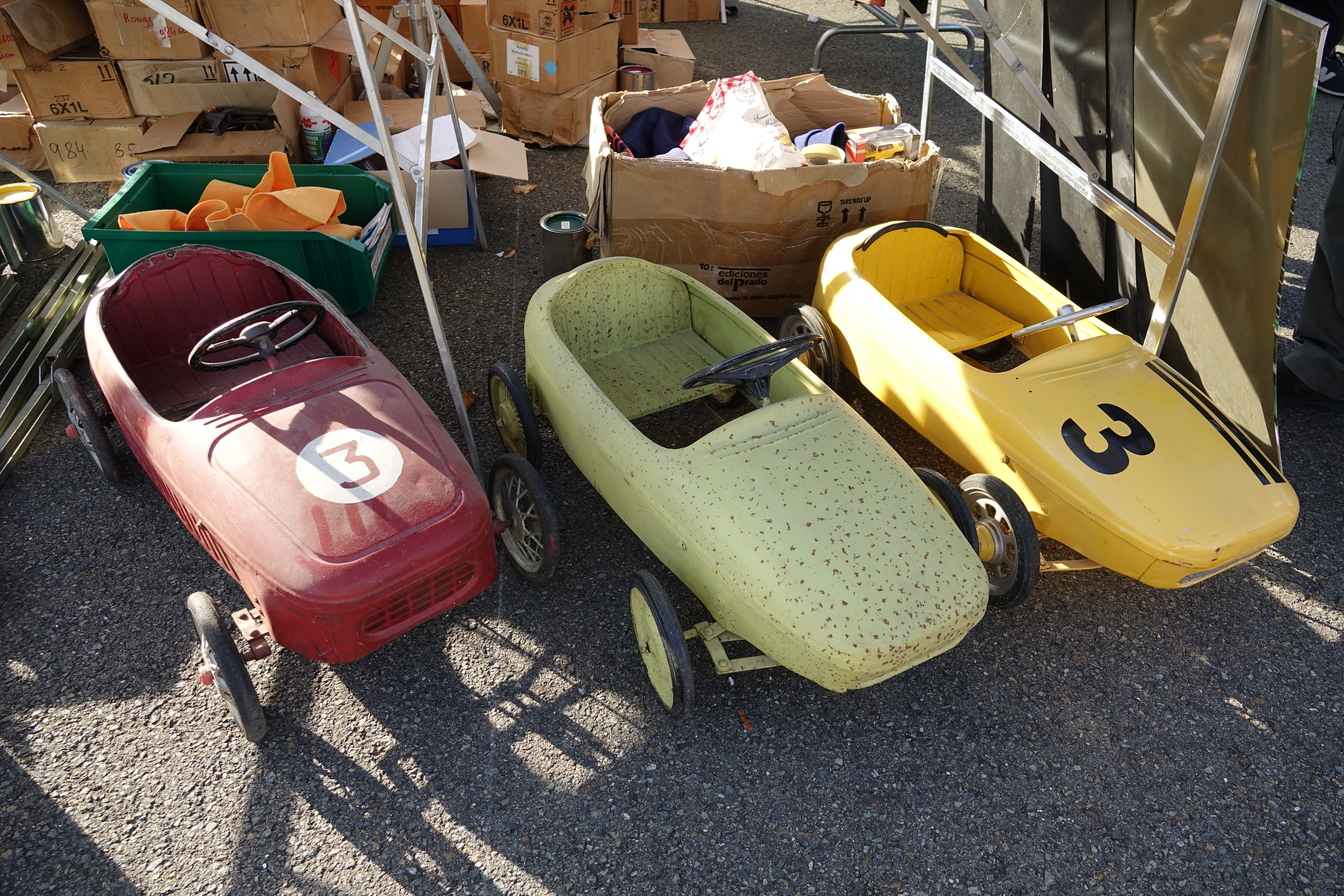
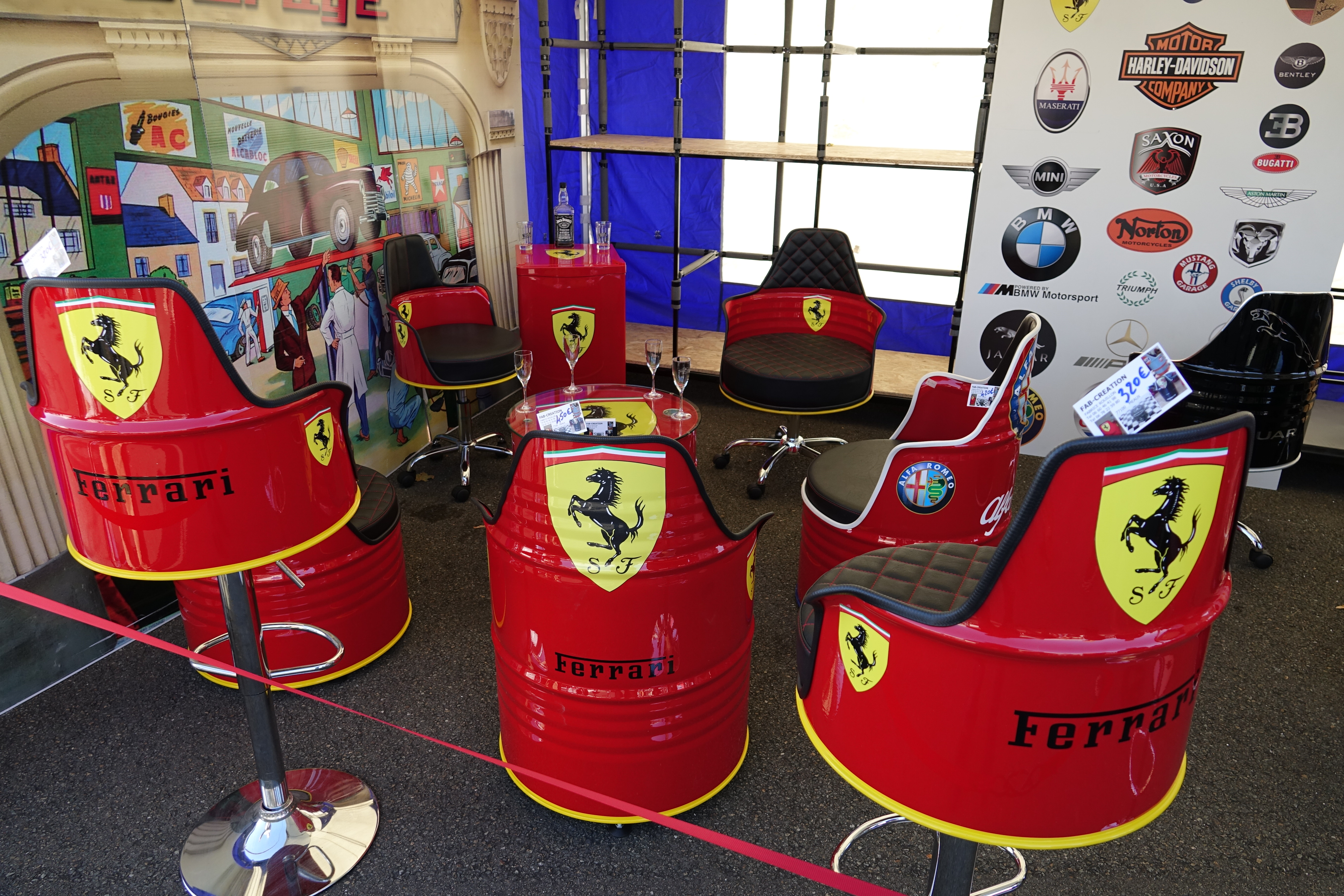

#### Carrosserie française
Cette édition met à l'honneur la carrosserie française (1939 à 1970) avec des expositions sur les thèmes des cabriolets Citroën traction avant à carrosserie spéciale, les grands carrossiers et un hommage à Henri Chapron pour lequel une douzaine de véhicules du carrossier sont exposés.
- Avions Voisin Ambassade (1937)
- Delahaye type 235 (1948)
- Hotchkiss Anthéor (1950)
- Renault Frégate cabriolet (1958)
- Peugeot 403 cabriolet (1958)
- Citroën DS prototype Le Paris (1958)
- Citroën DS Croisette (1961)
- Citroën DS « Le Léman » (1968)
- Citroën SM Présidentielle (1978)
- Citroën cabriolet usine (1967)
- Peugeot 604 Landaulet (1978)
- Salmson cabriolet 2300 (1955)

#### Hot Rods

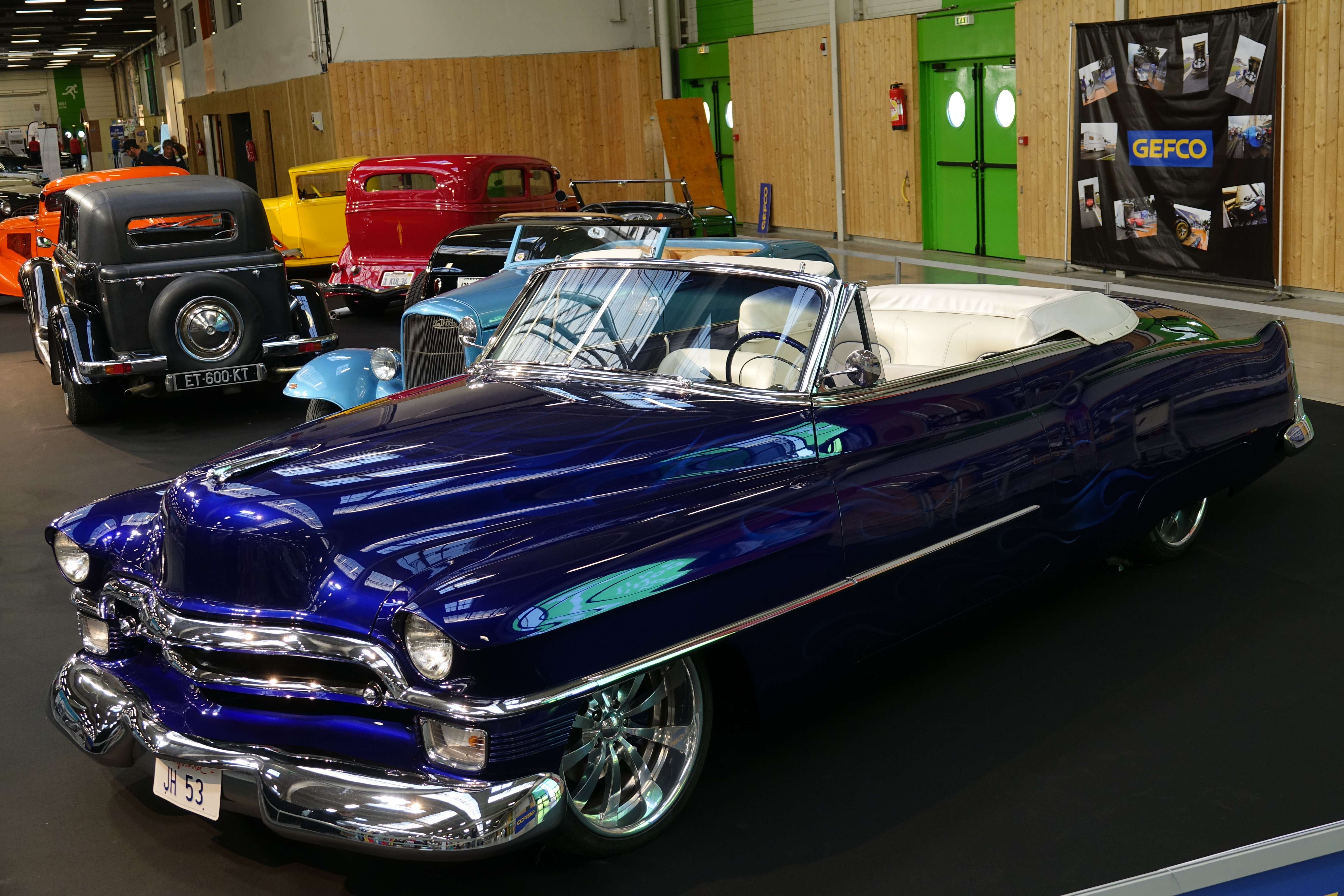
Cadillac Cabriolet Eldorado 53 de Johnny Hallyday

Le Club France Street Rod Association présente un podium composé de six Hot Rods, dont un ayant appartenu à Johnny Hallyday, décédé moins d'un an plus tôt. Celui-ci est accompagné de deux autres voitures américaines du chanteur qui sont une Cadillac Cabriolet Eldorado 53
Série 62 et une Panther De Ville.

Exposition Hot Rods
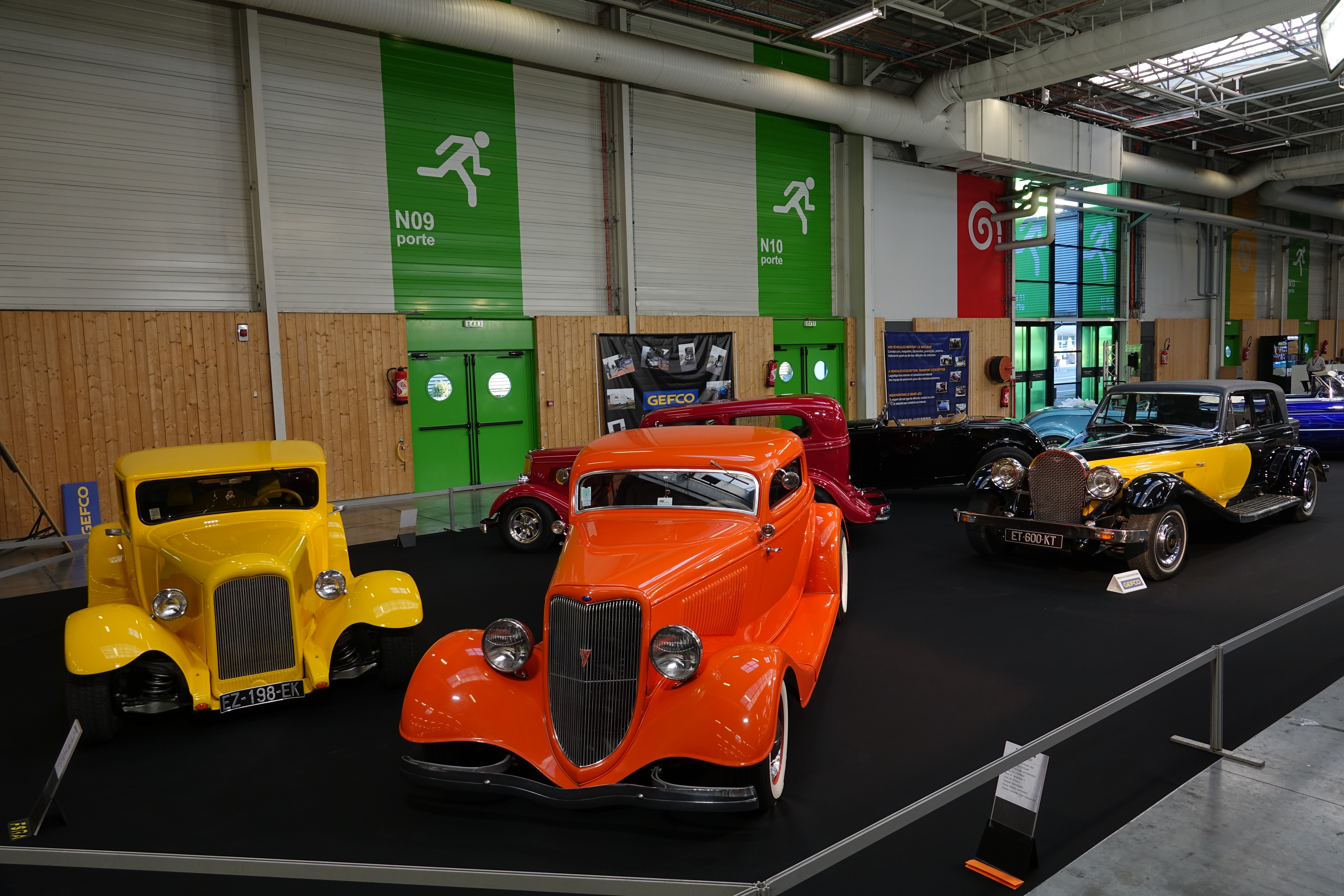
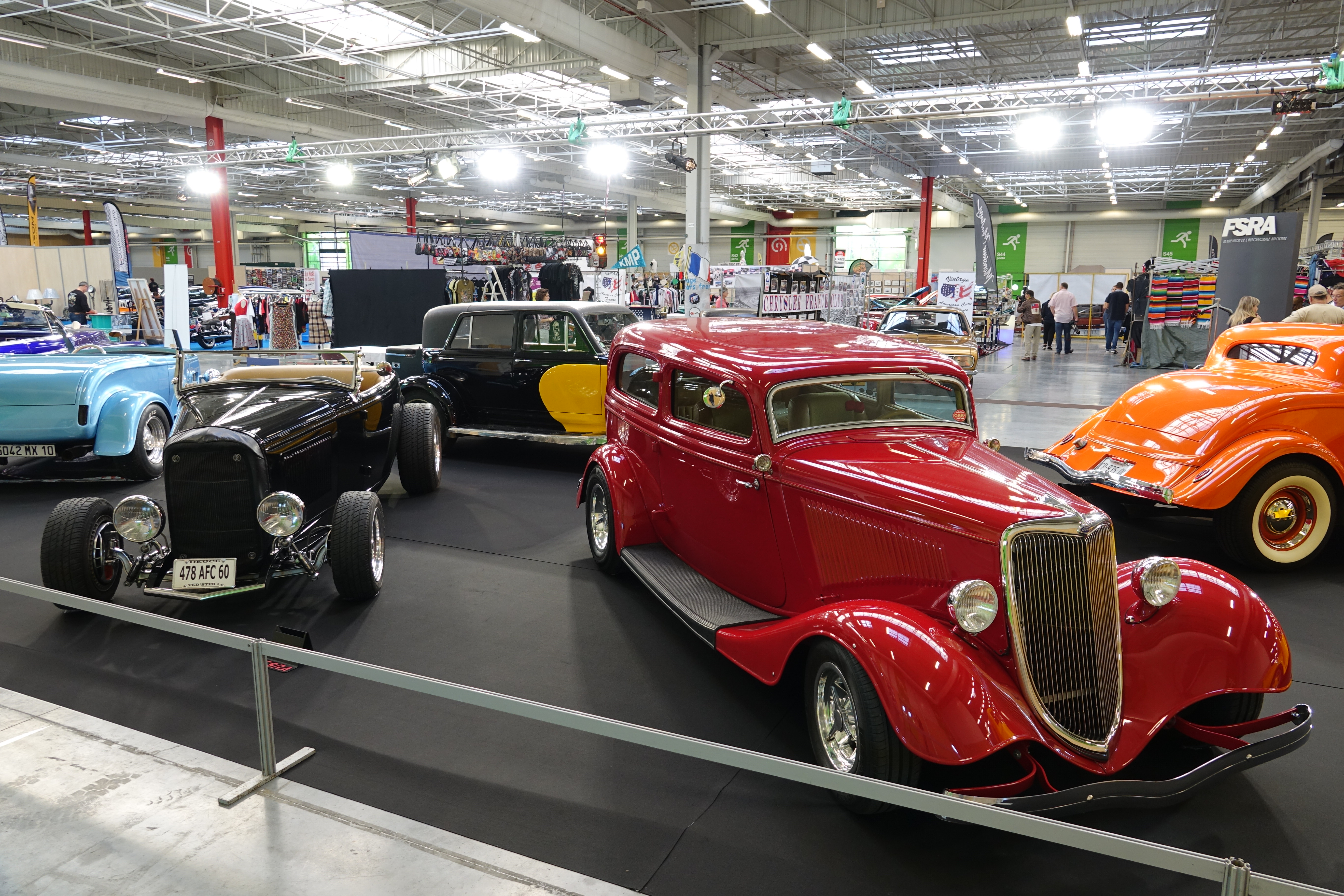
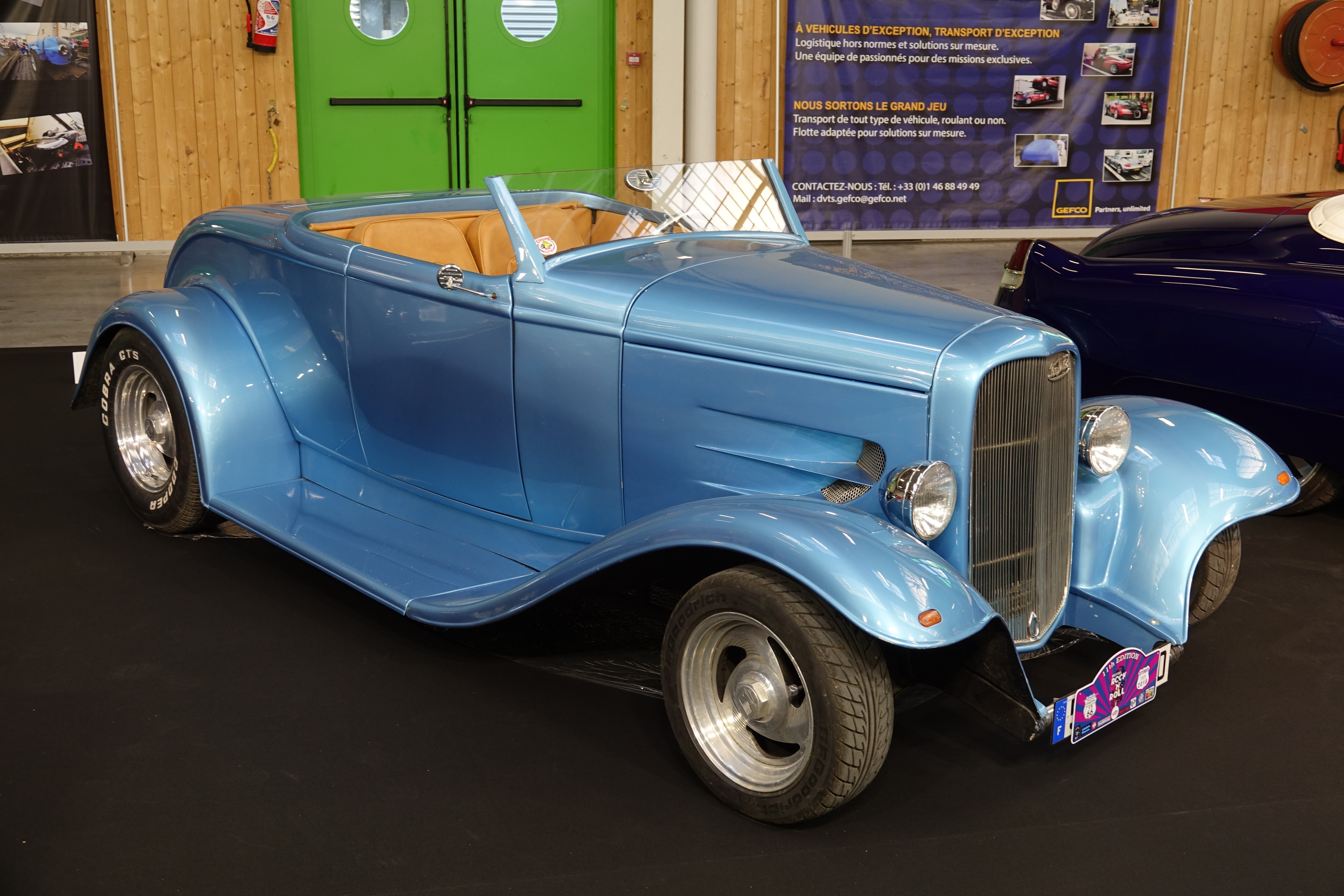

#### 50 ans de la Ford RS
En 2018, Ford célèbre les 50 ans de la gamme Ford RS (Rallye Sport) sur le salon en exposant, par l’intermédiaire du Fordenco Club France, une dizaine de RS emblématiques de la marque.
- Ford Taunus 15M RS
- Ford Escort Mk1 RS
- Ford Escort Mk2 RS
- Ford Escort Mk3 RS Turbo S1
- Ford Escort Mk4 RST S2
- Ford Escort Mk5 RS Cosworth
- Ford Sierra RS Cosworth Rallye Grp A
- Ford Fiesta RS Turbo
- Ford Focus RS Mk1
- Ford Focus RS Mk3

#### Rassemblement
L'événement accueille plus de 3 000 véhicules de collectionneurs, gratuitement sur son parking de 3 ha, ce qui en fait l'un des plus grands rassemblements automobiles de France.

Exposition des collectionneurs sur le parking extérieur
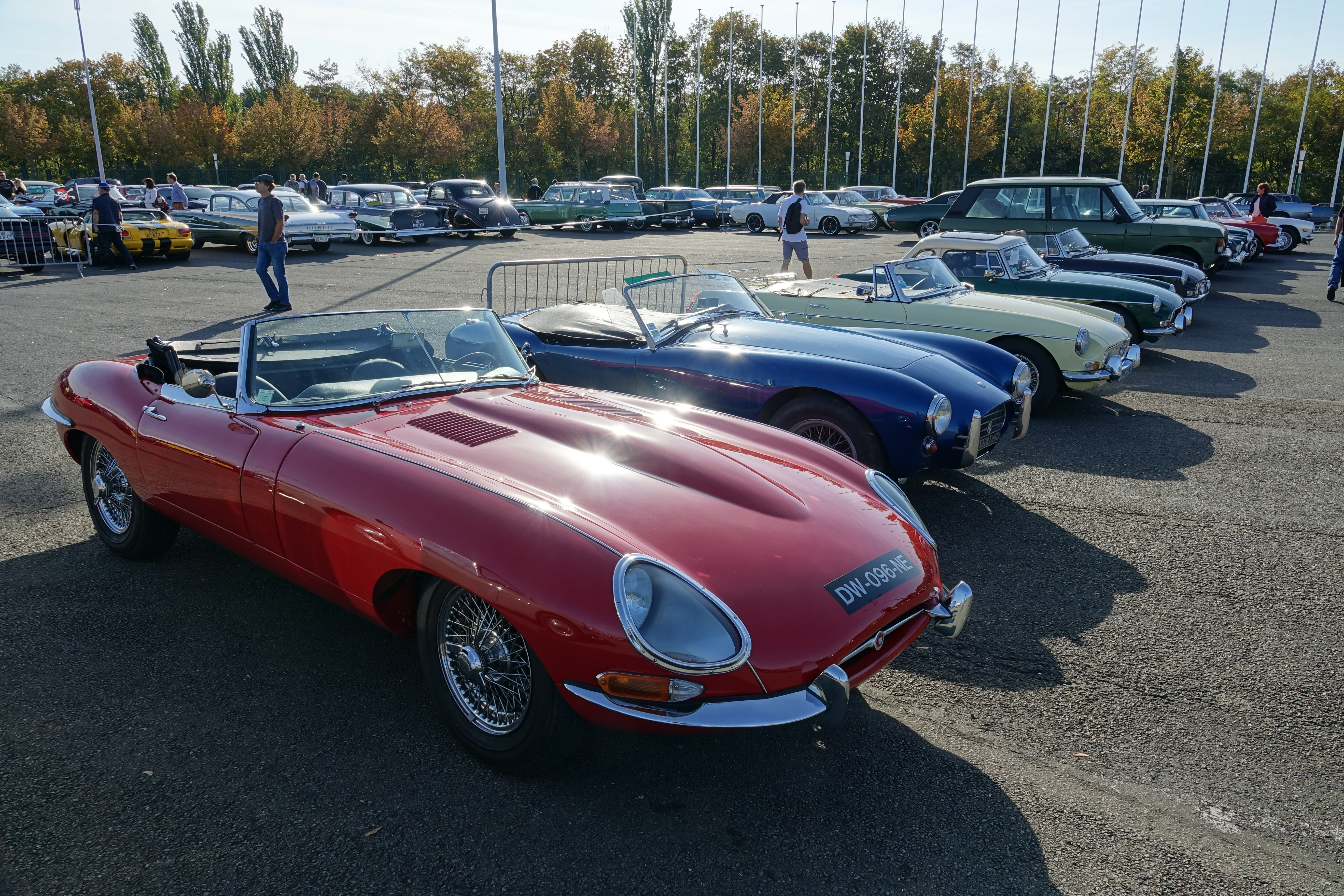
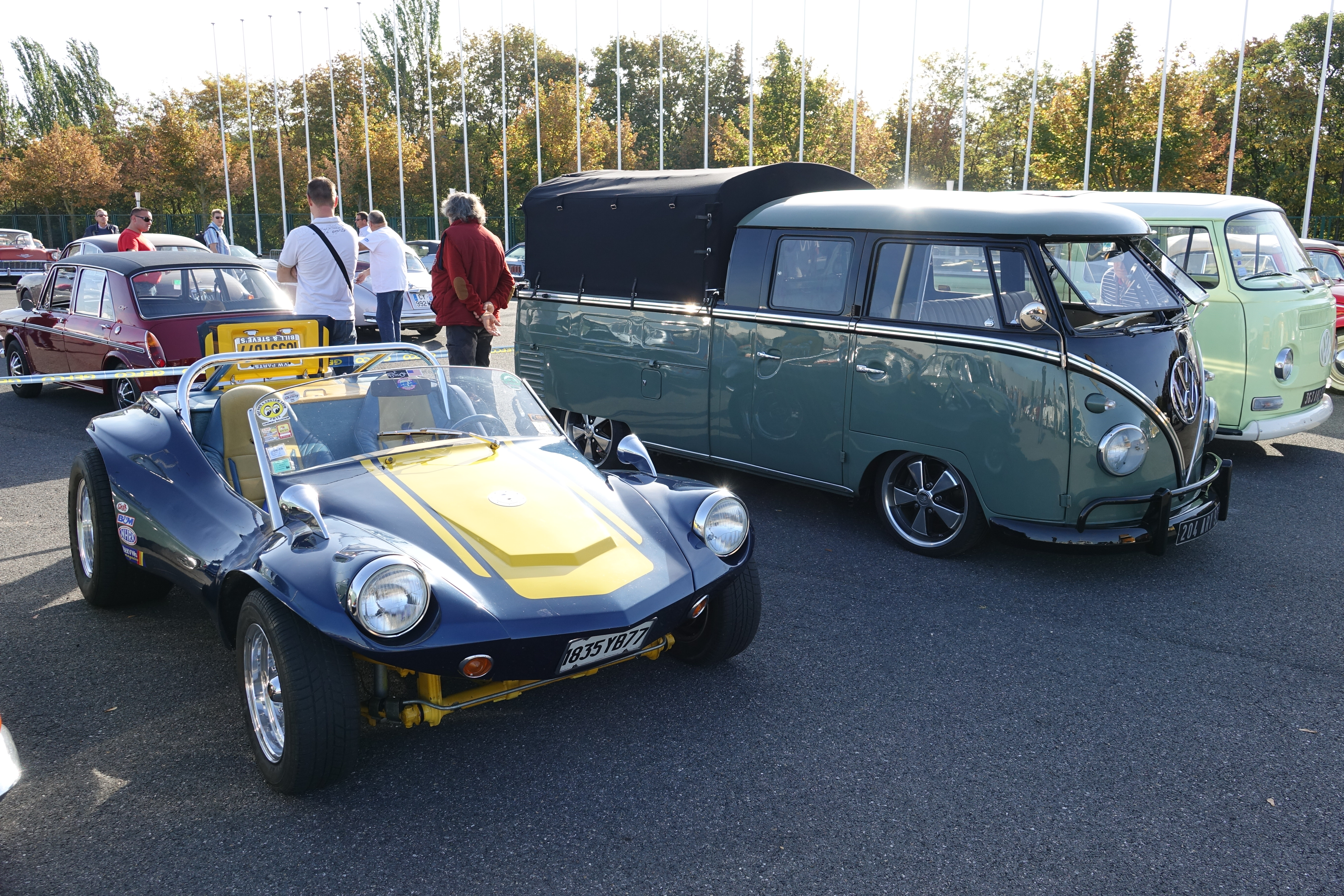
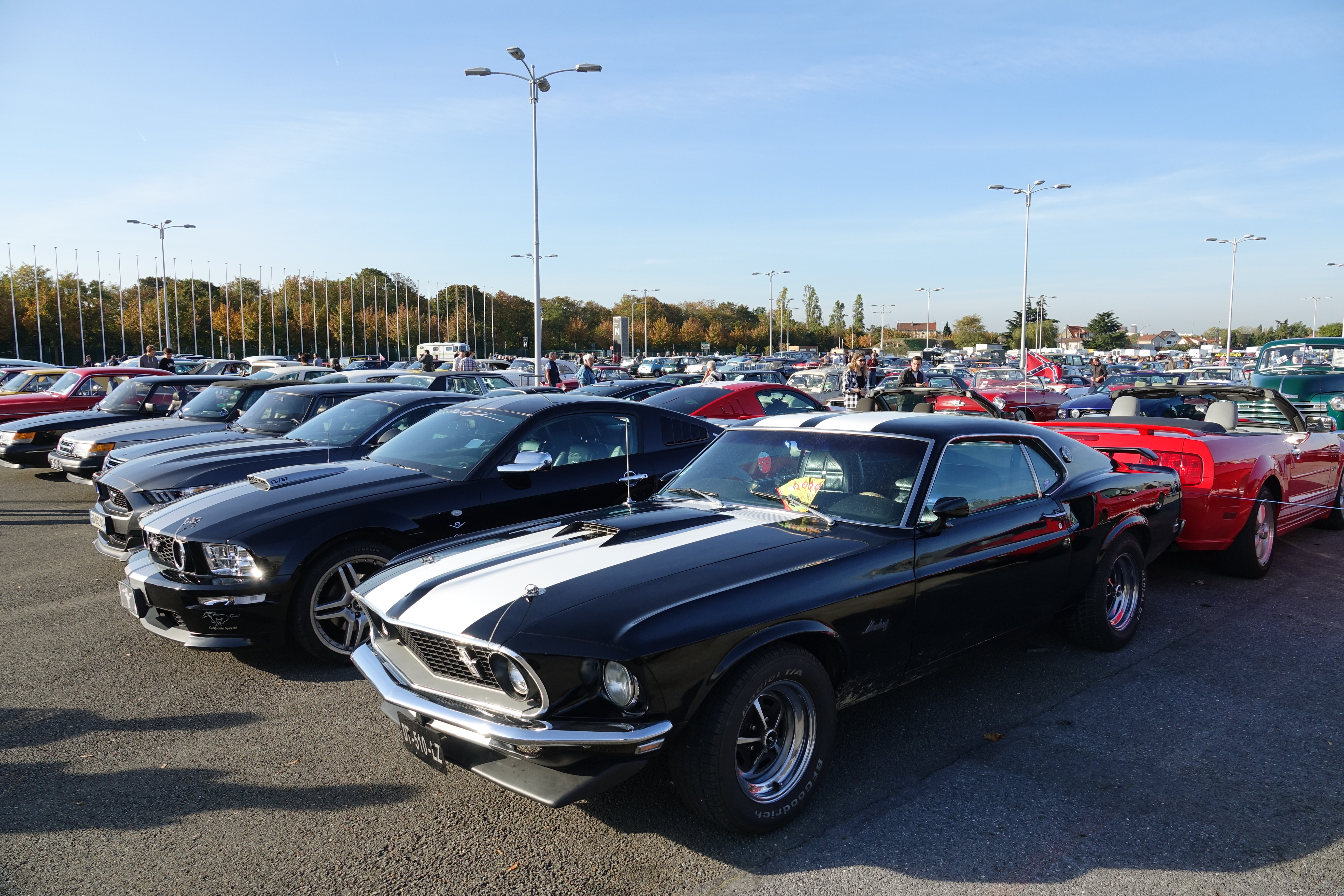
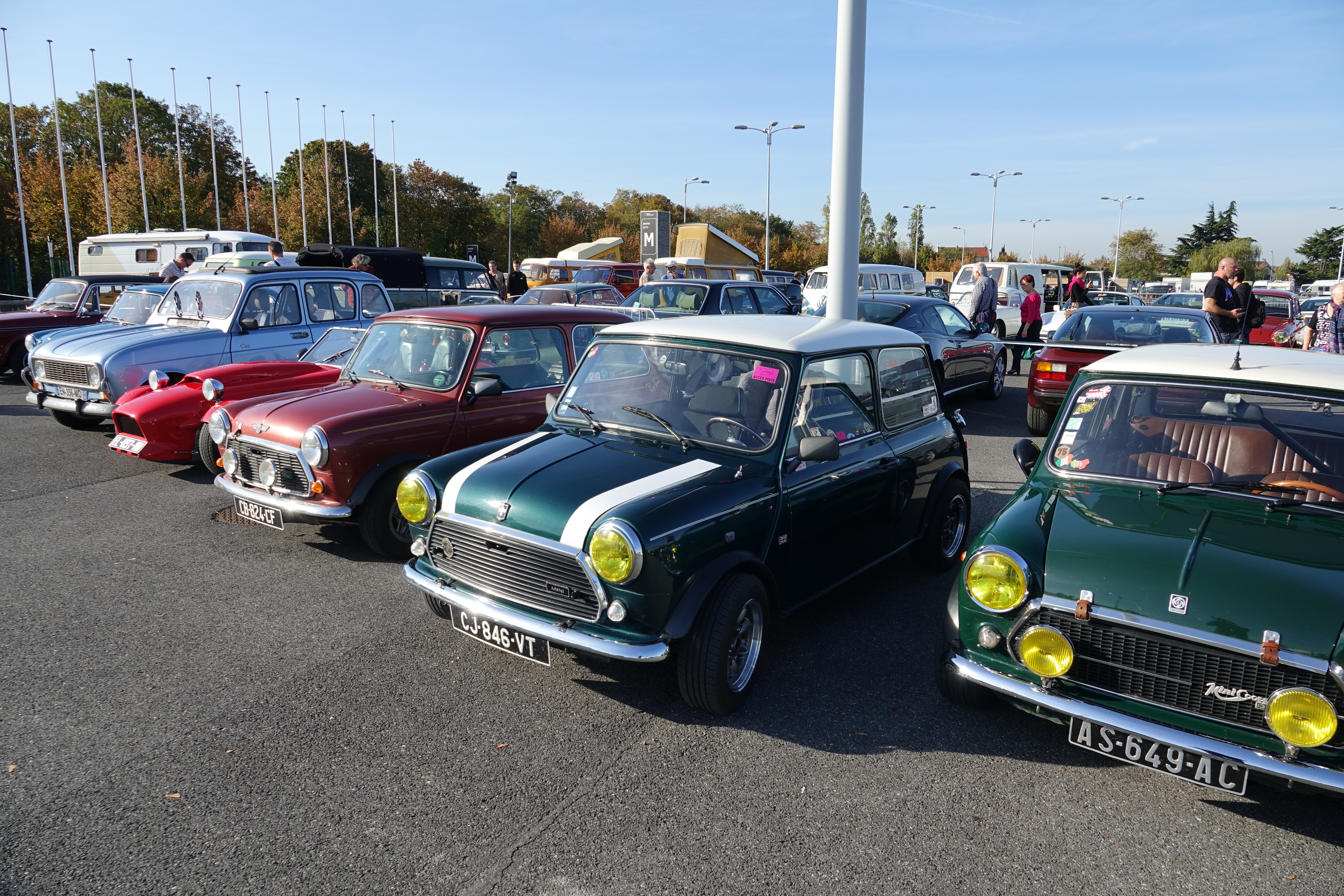
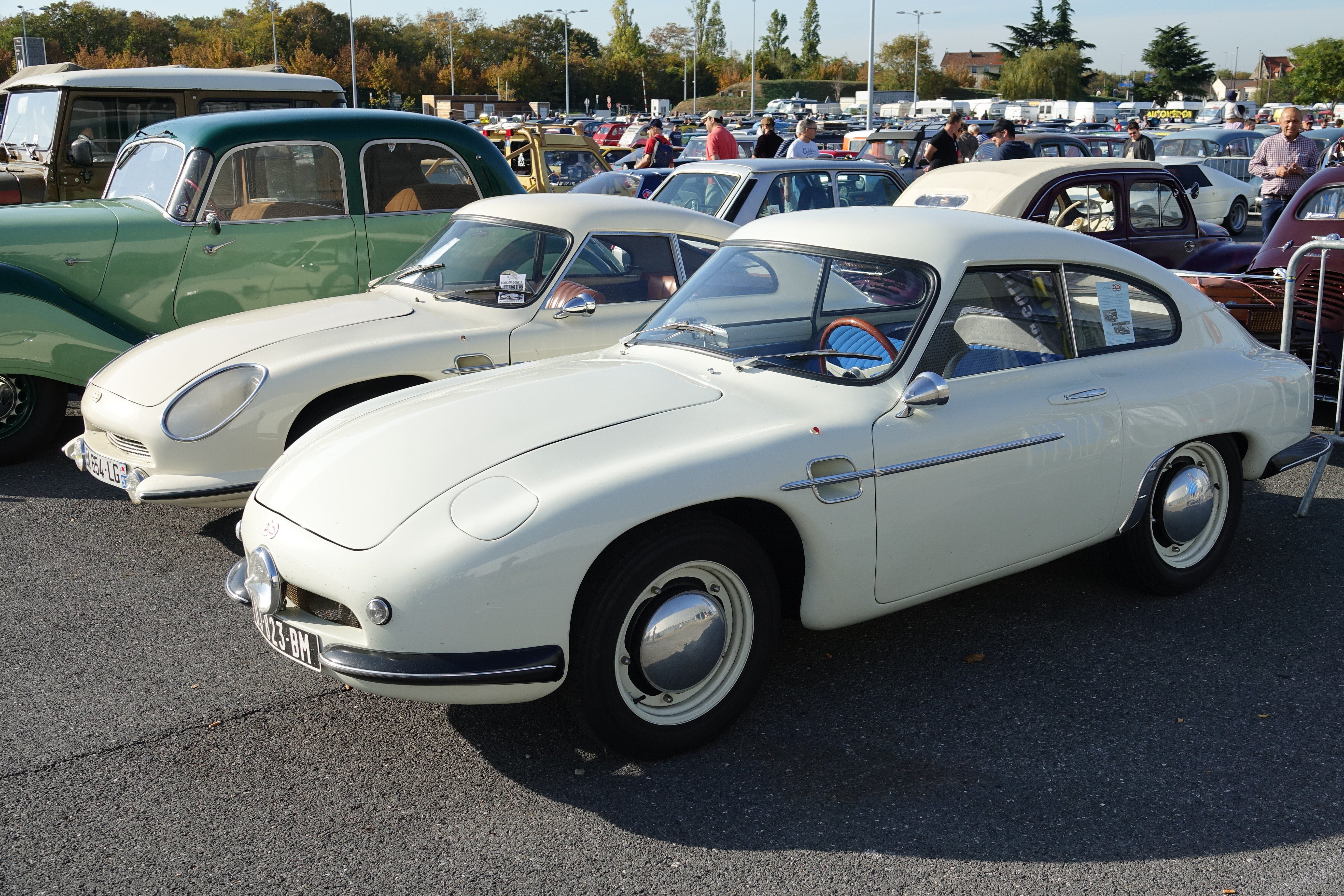
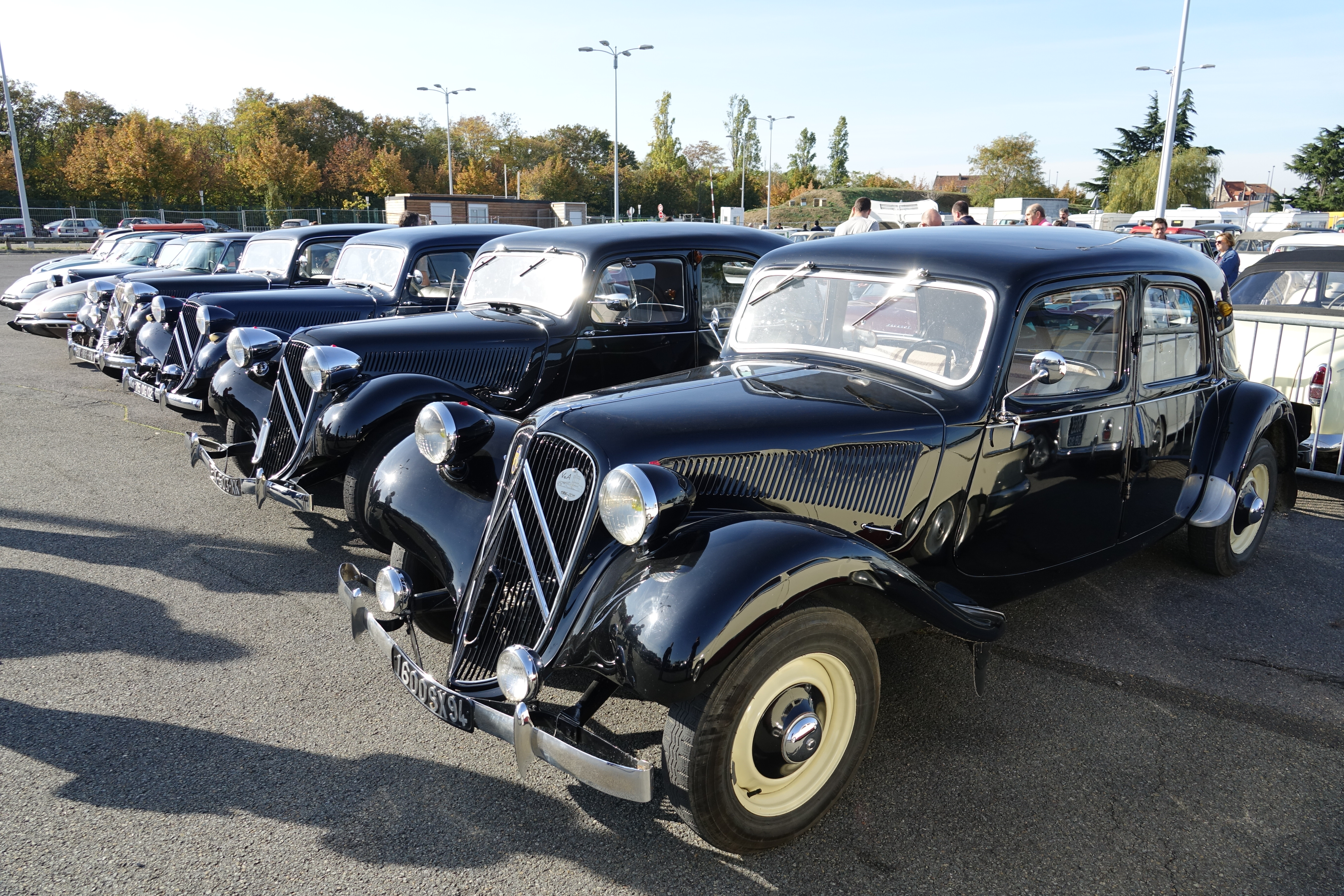
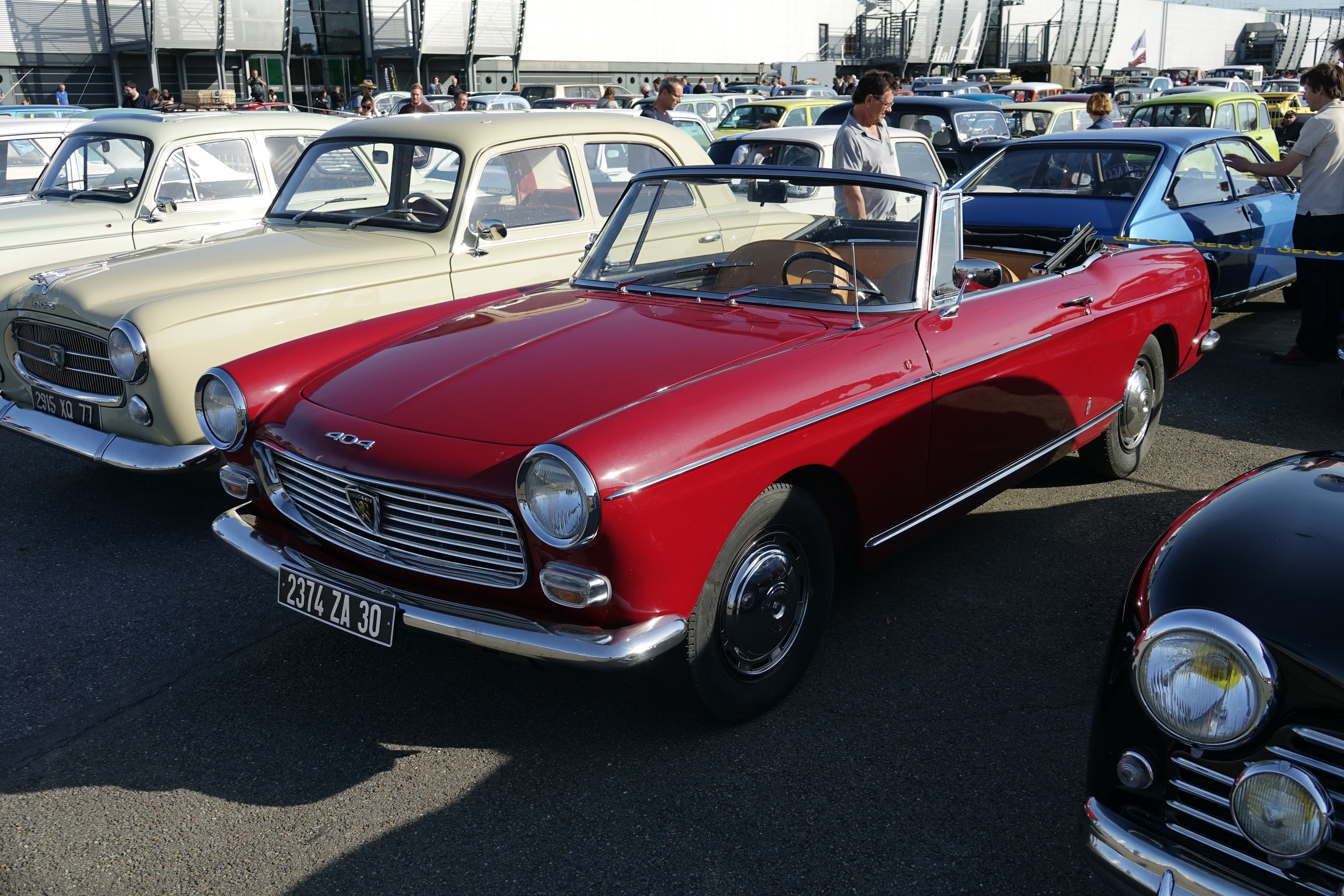
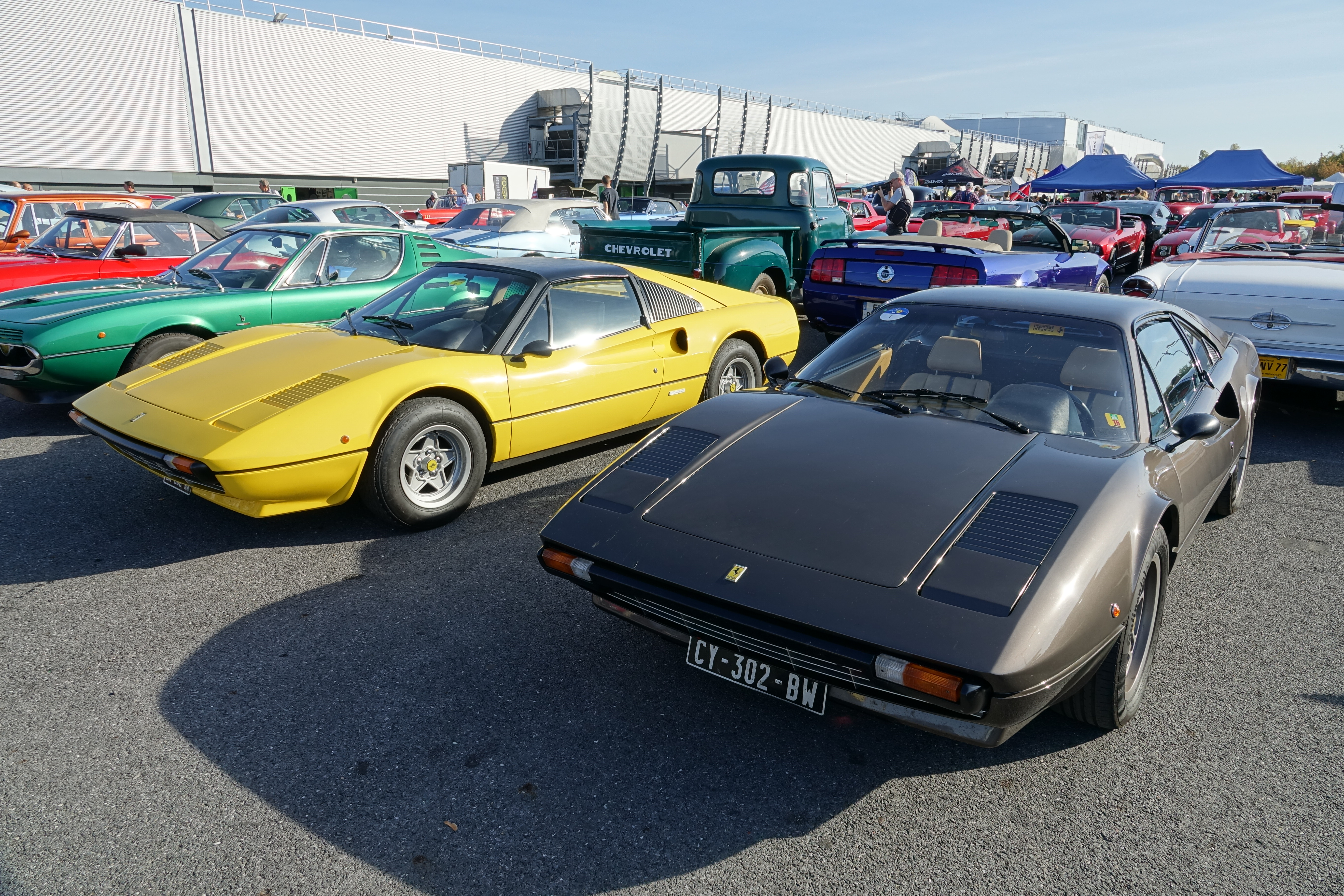

### 19eédition (2019)
Comme l'année précédente 15 000 visiteurs se sont rendus au Bourget en Seine-Saint-Denis pour la 19e édition du salon. Celle-ci, qui se déroule les 12 et 13 octobre 2019, célèbre les 100 ans de Citroën, et à cette occasion trois thèmes de cette édition sont consacrés à la marque française :
- Hommage à André Citroën (1919-1935);
- La Traction Avant (1934-1957);
- Podium DS pour le centenaire de la marque Citroën.

Les autres thèmes de cette année sont :
- Podium Opel;
- Podium US Muscle-Cars;
- Harley Davidson « le Mythe » par Borie Harley Davidson;
- Podium Grand Prix par Gérald Moto;
- 70 ans de Laverda par le « Laverda Club de France ».

#### Exposants
Pour cette édition, 300 exposants dont 200 professionnels sont présents à l'intérieur comme à l'extérieur du hall du Parc des expositions de Paris-Le Bourget. Quant aux particuliers venus exposer leur véhicule, ils sont plus de 3 000 à être placés par nationalité de marque sur le parking extérieur.

#### Hommage à André Citroën

Hommage à André Citroën
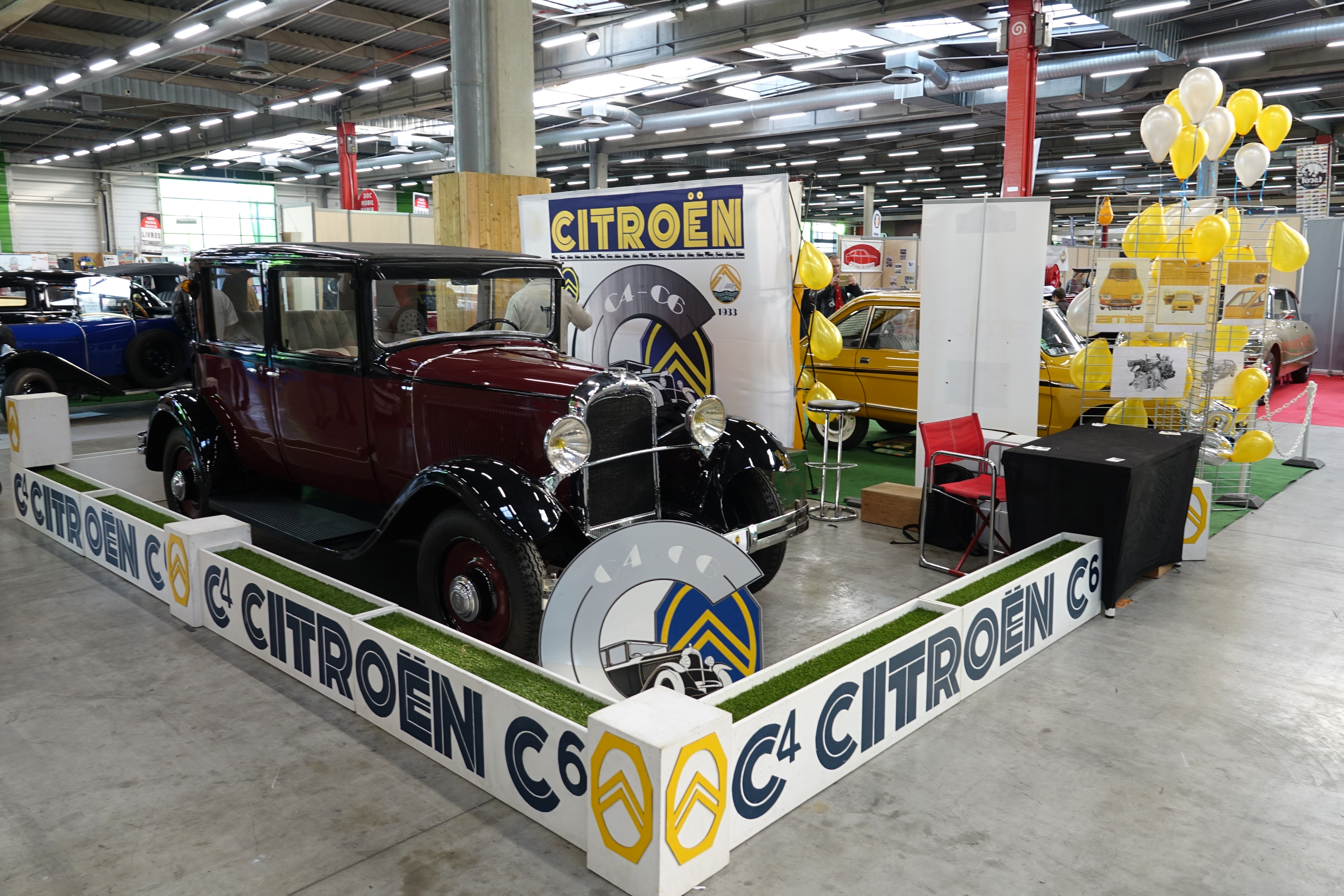
Citroën C6
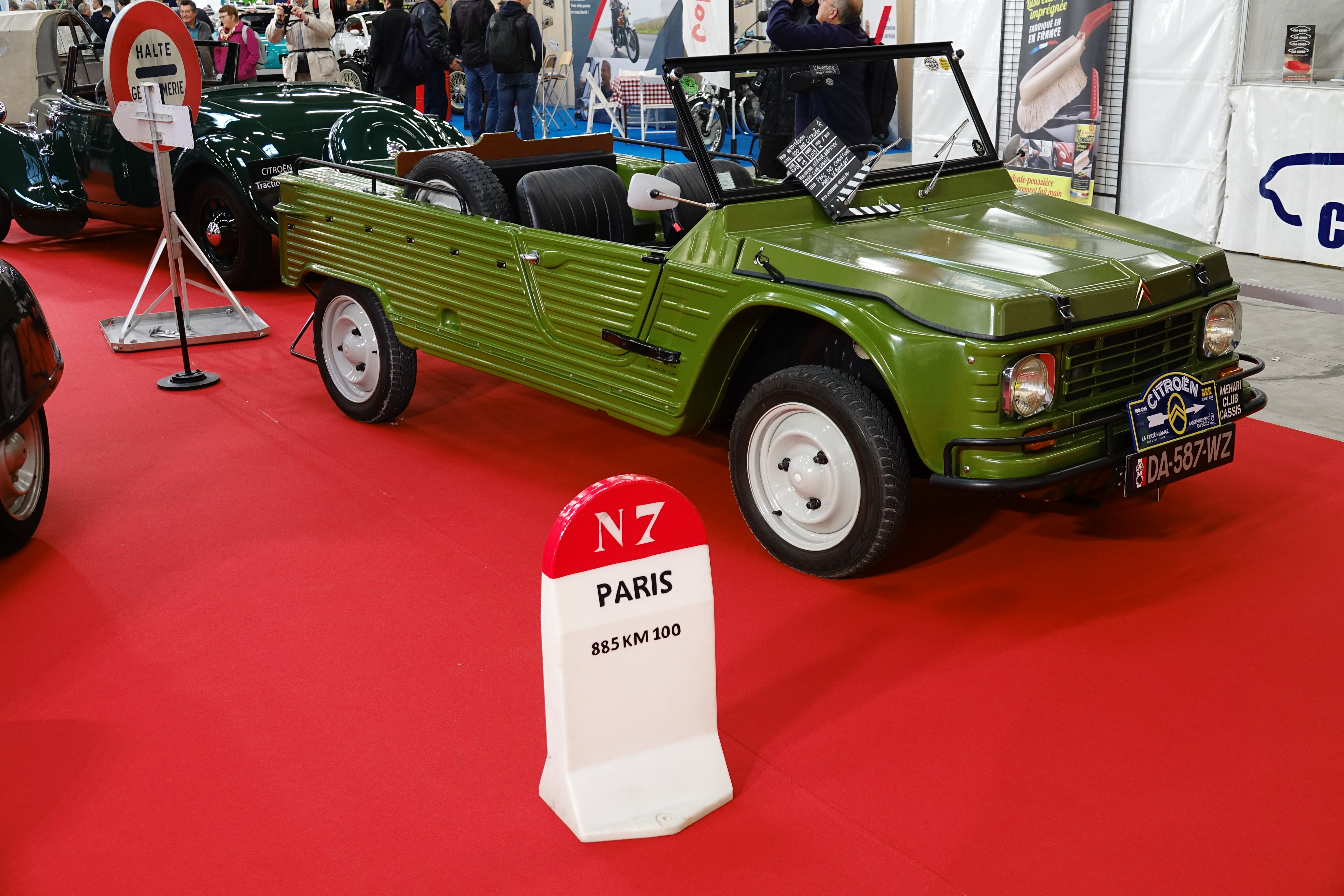
Citroën Méhari
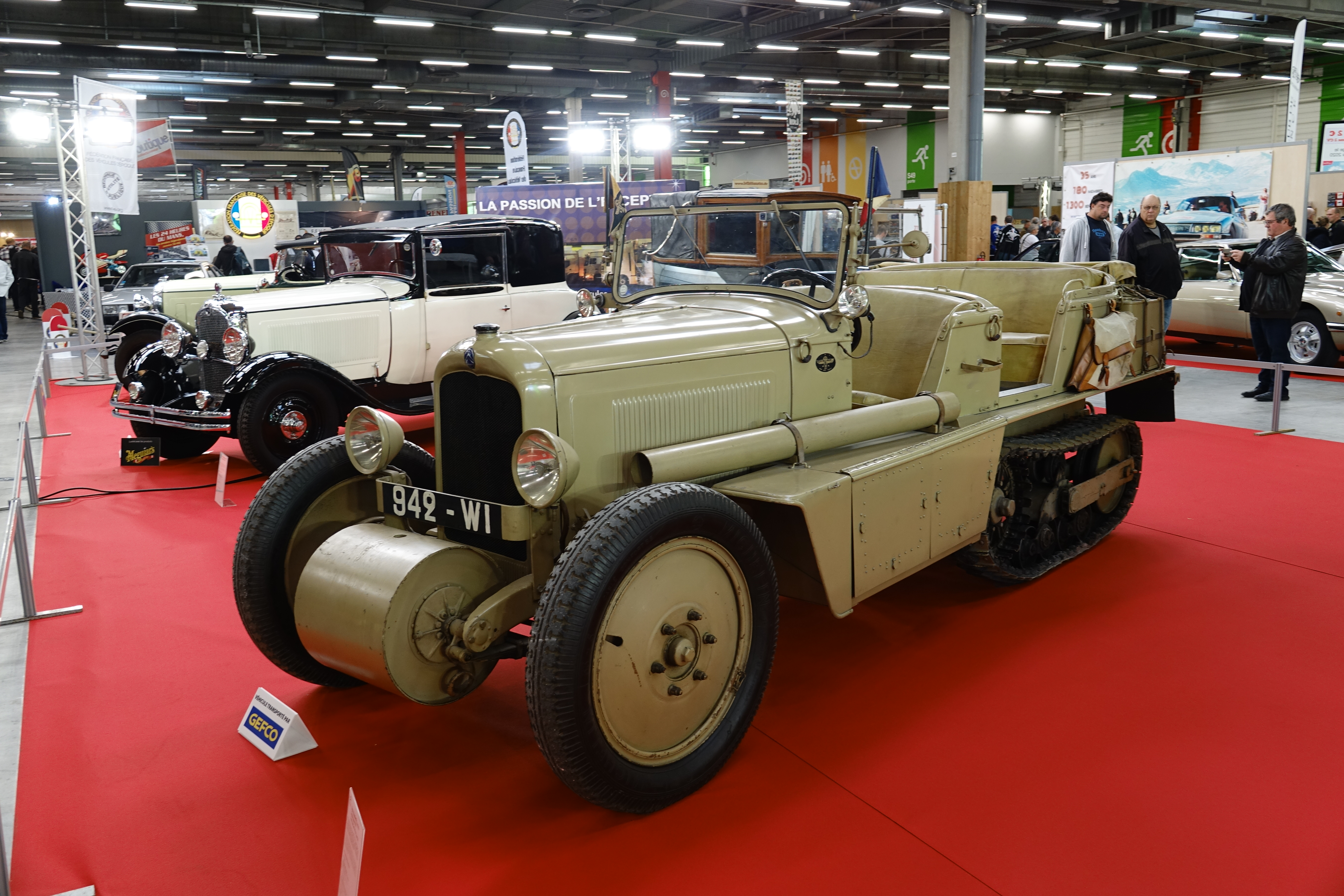
Citroën
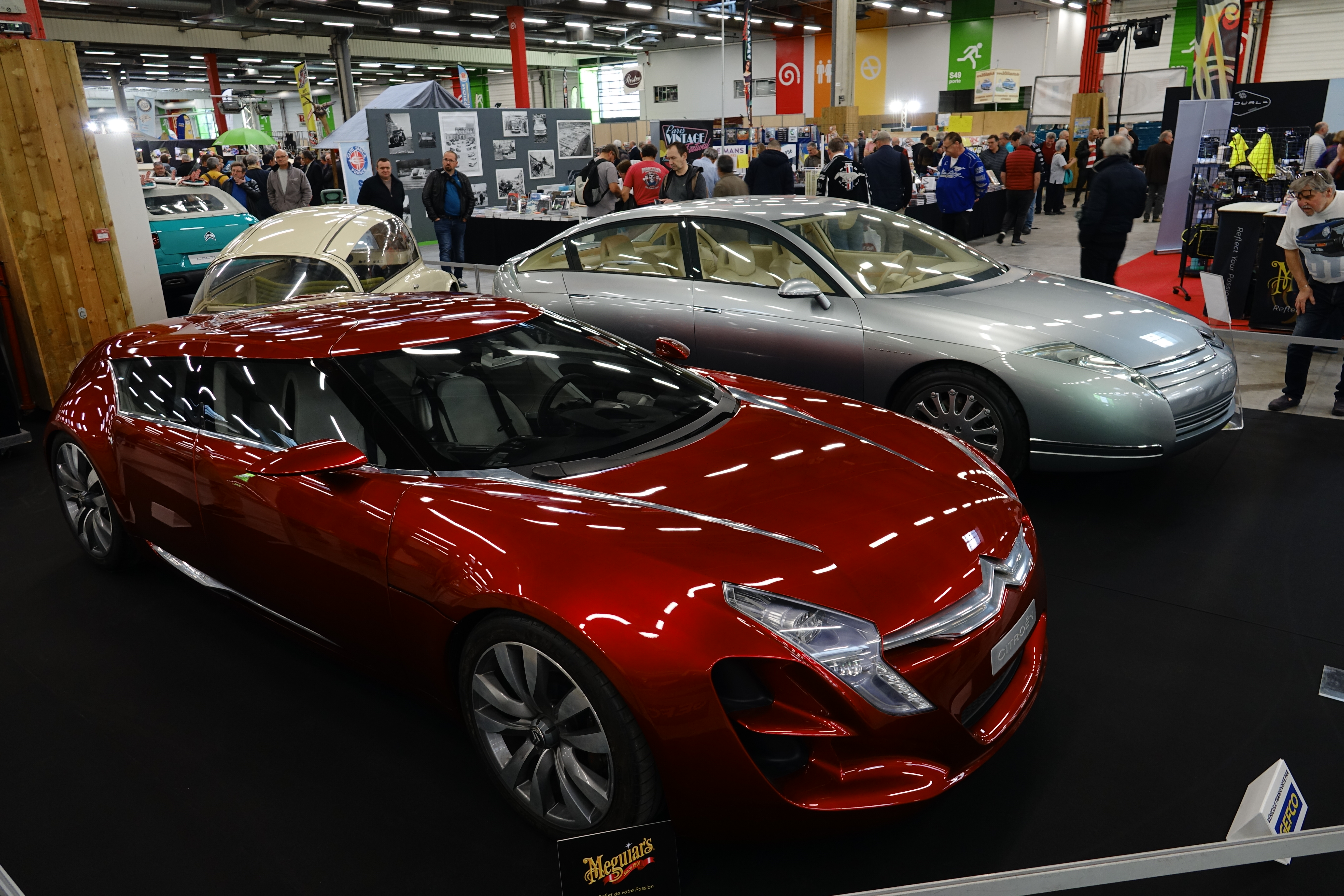
Citroën C-Métisse

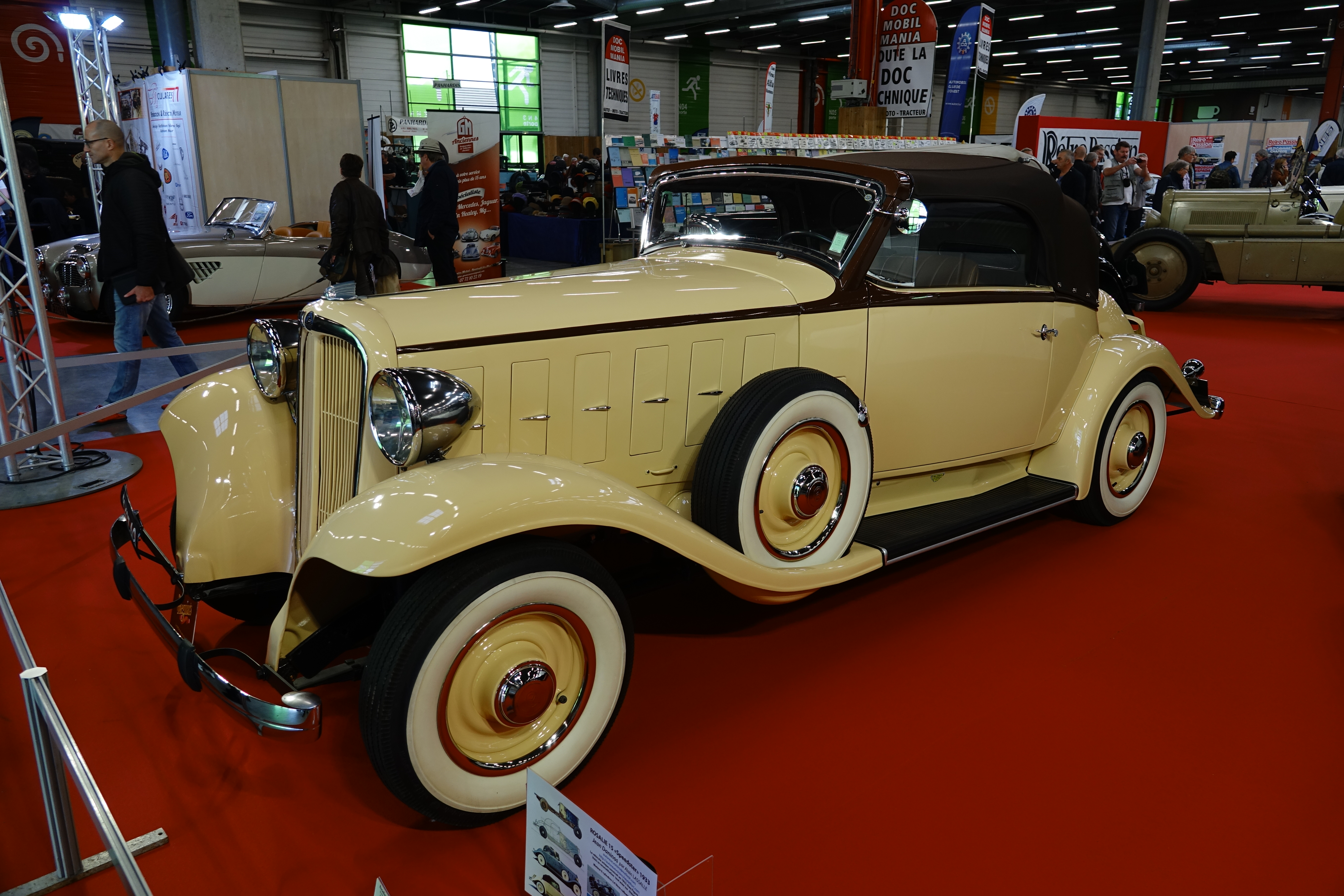
Citroën Rosalie 15 Speedster
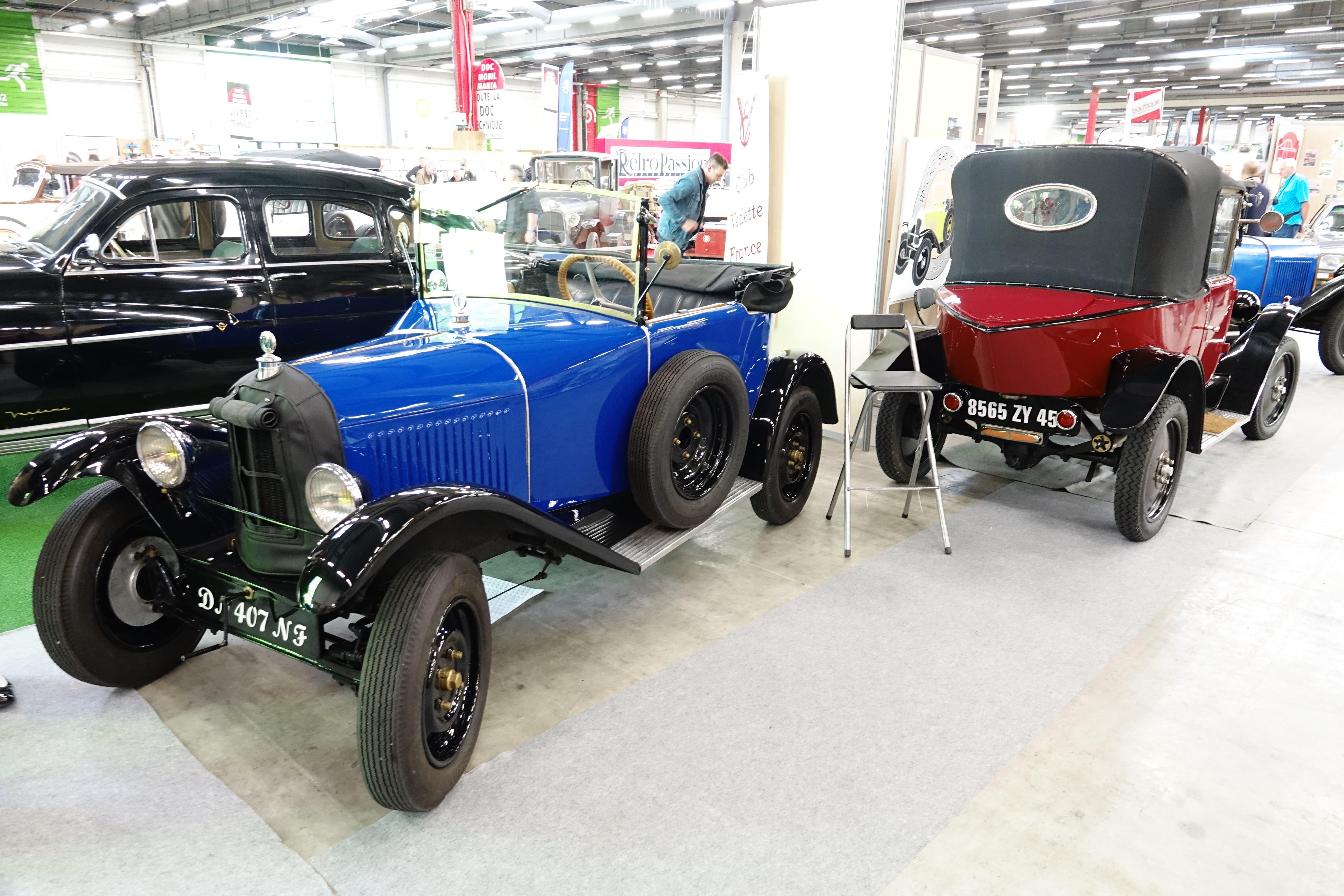
Citroën
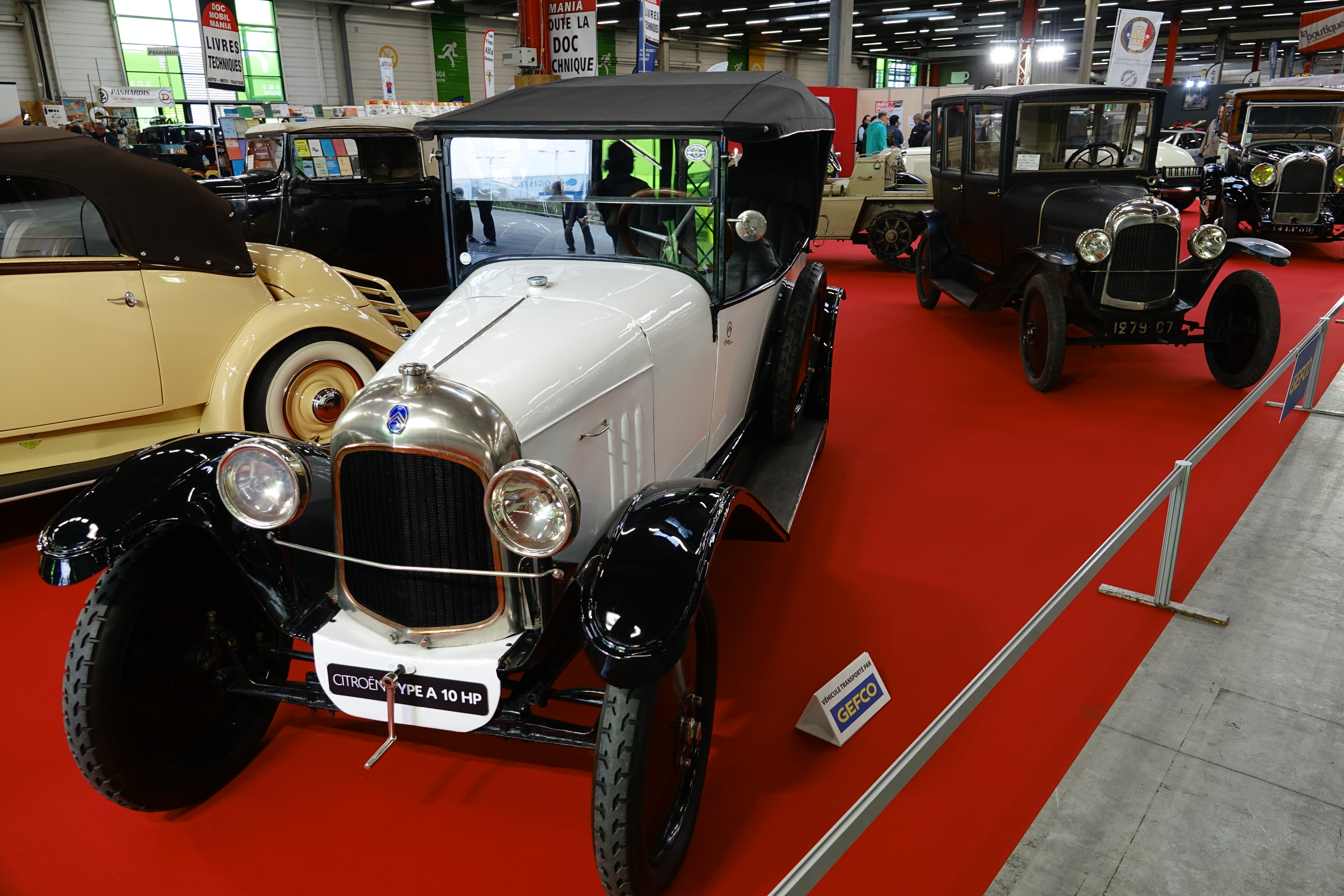
Citroën Type A 10 HP
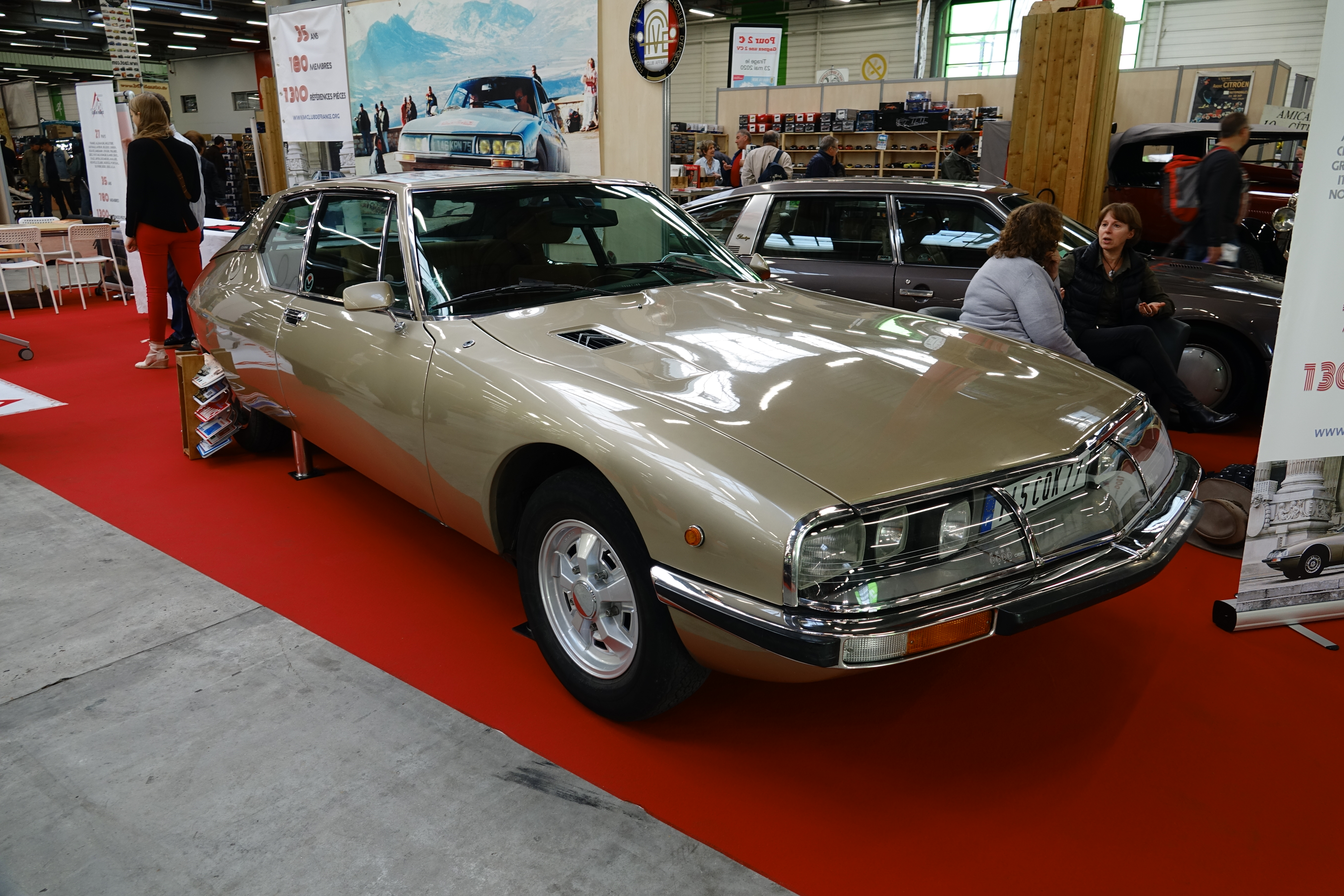
Citroën SM

#### Les Traction Avant

La Traction Avant (1934-1957)
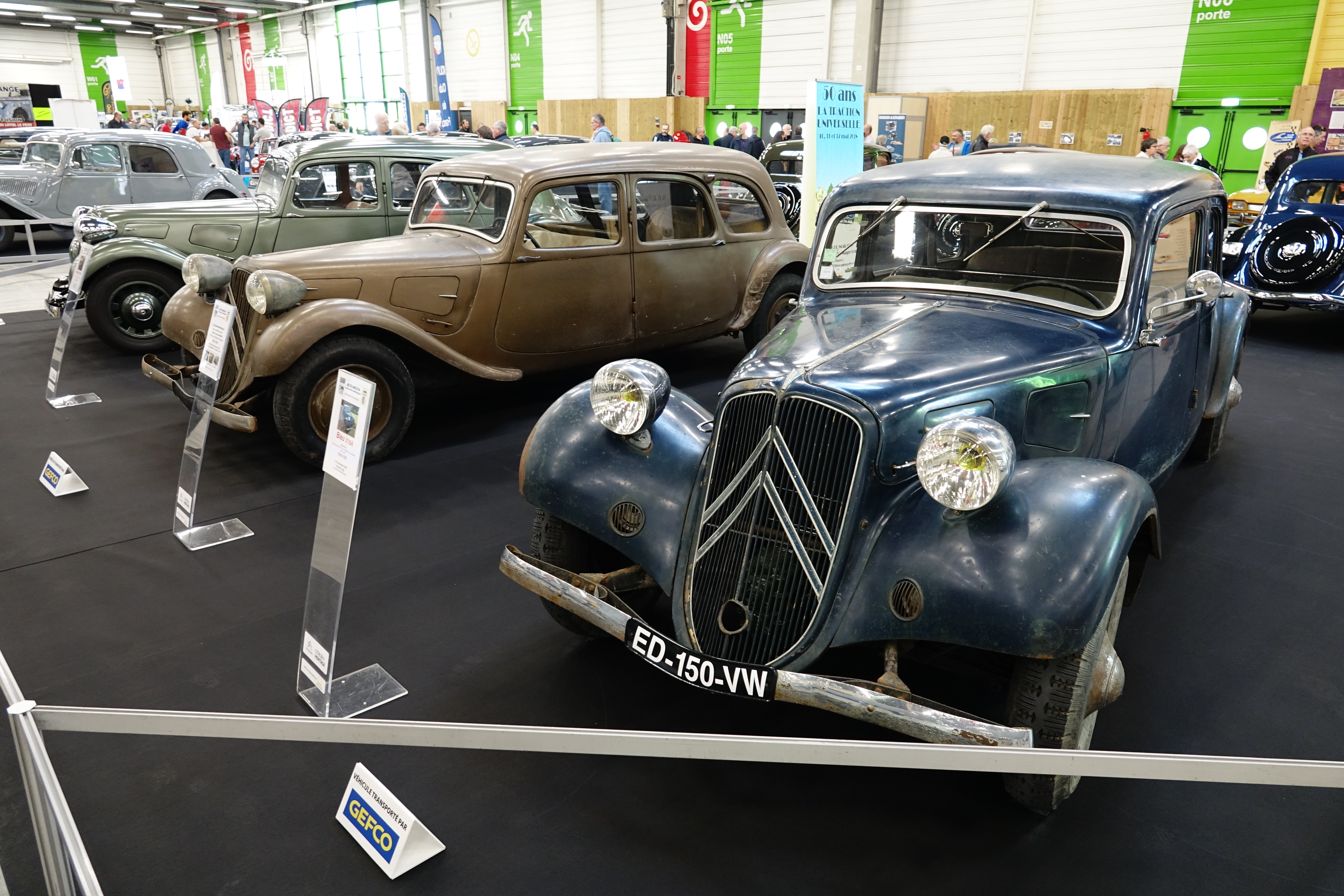
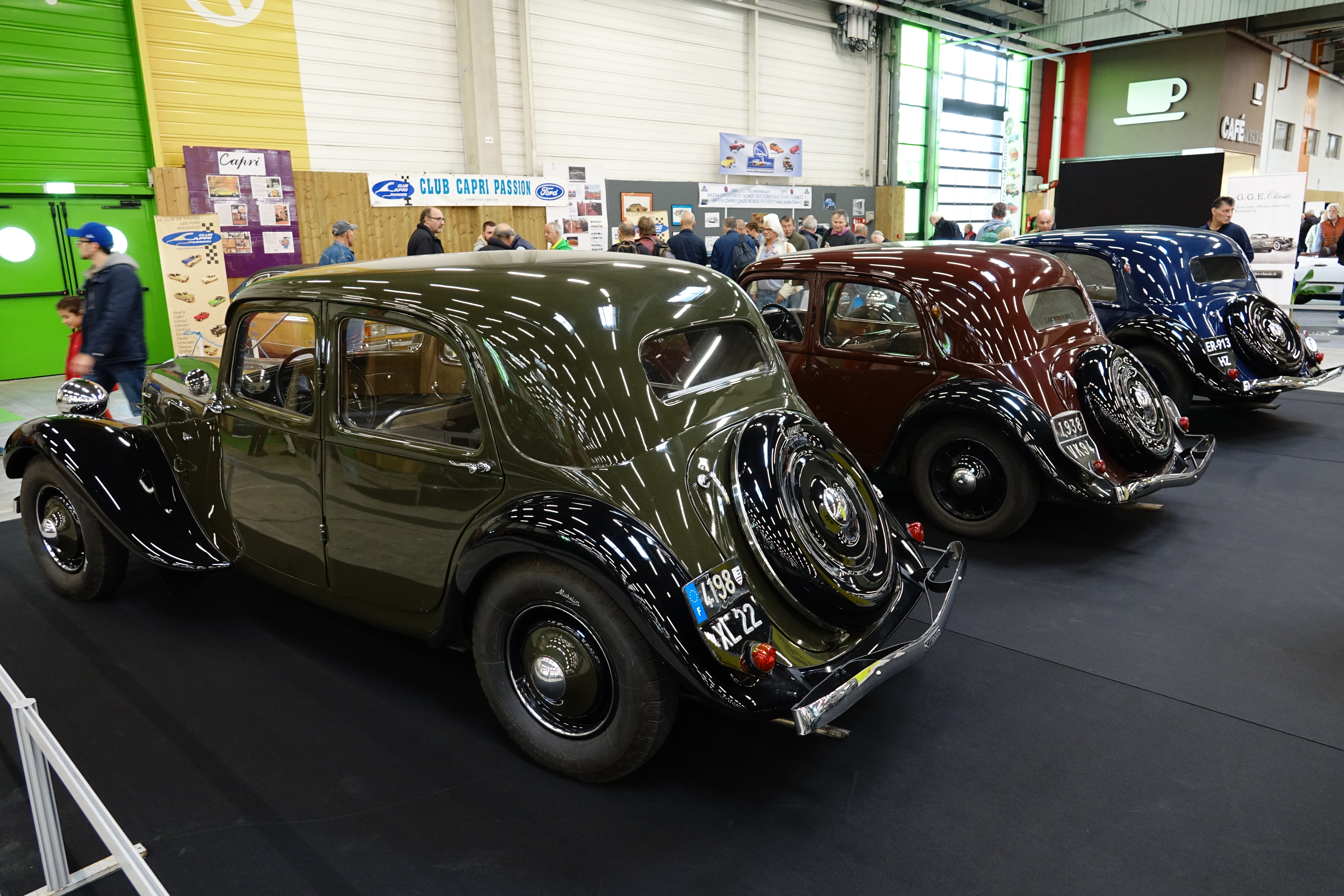
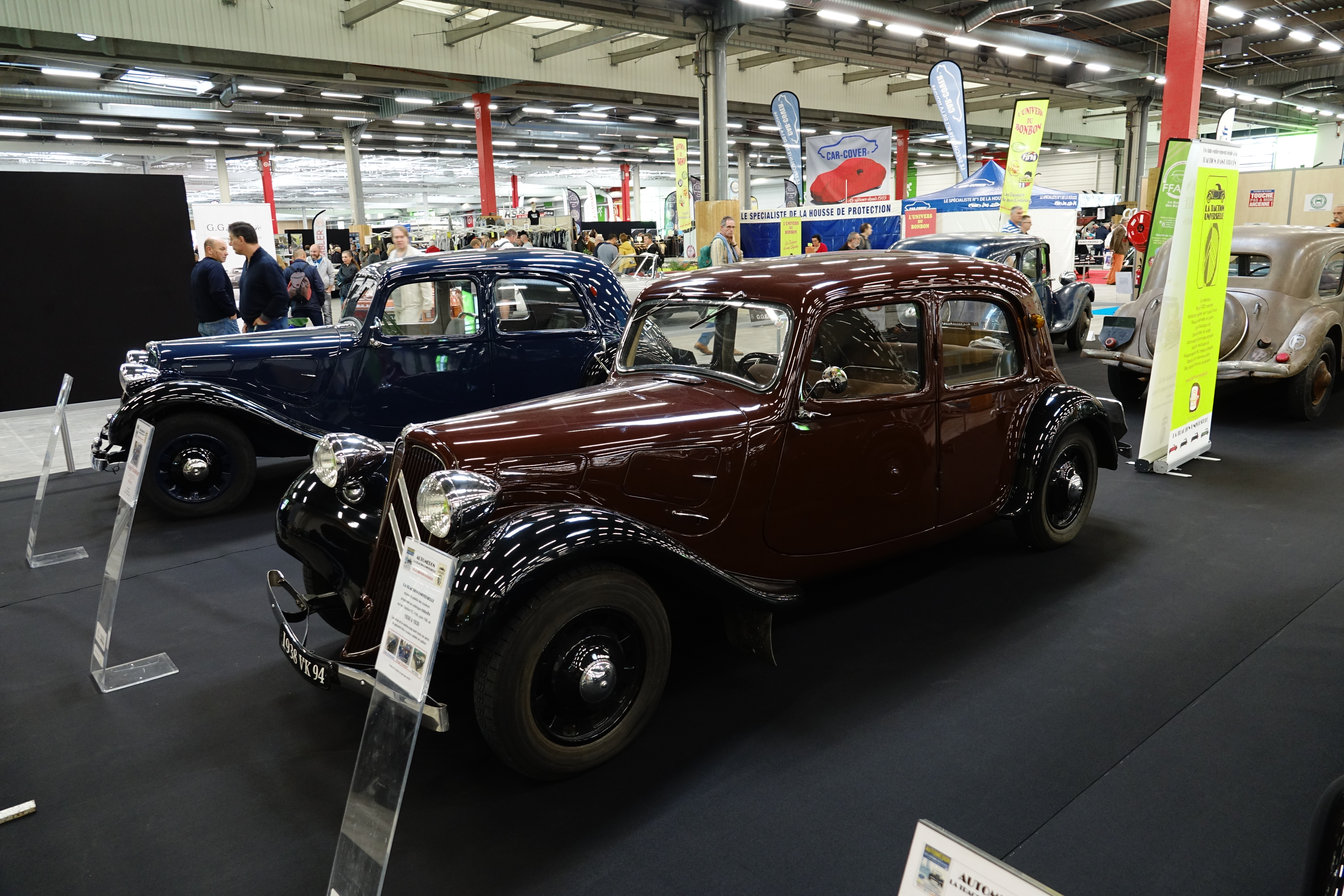

#### Les DS

Podium DS
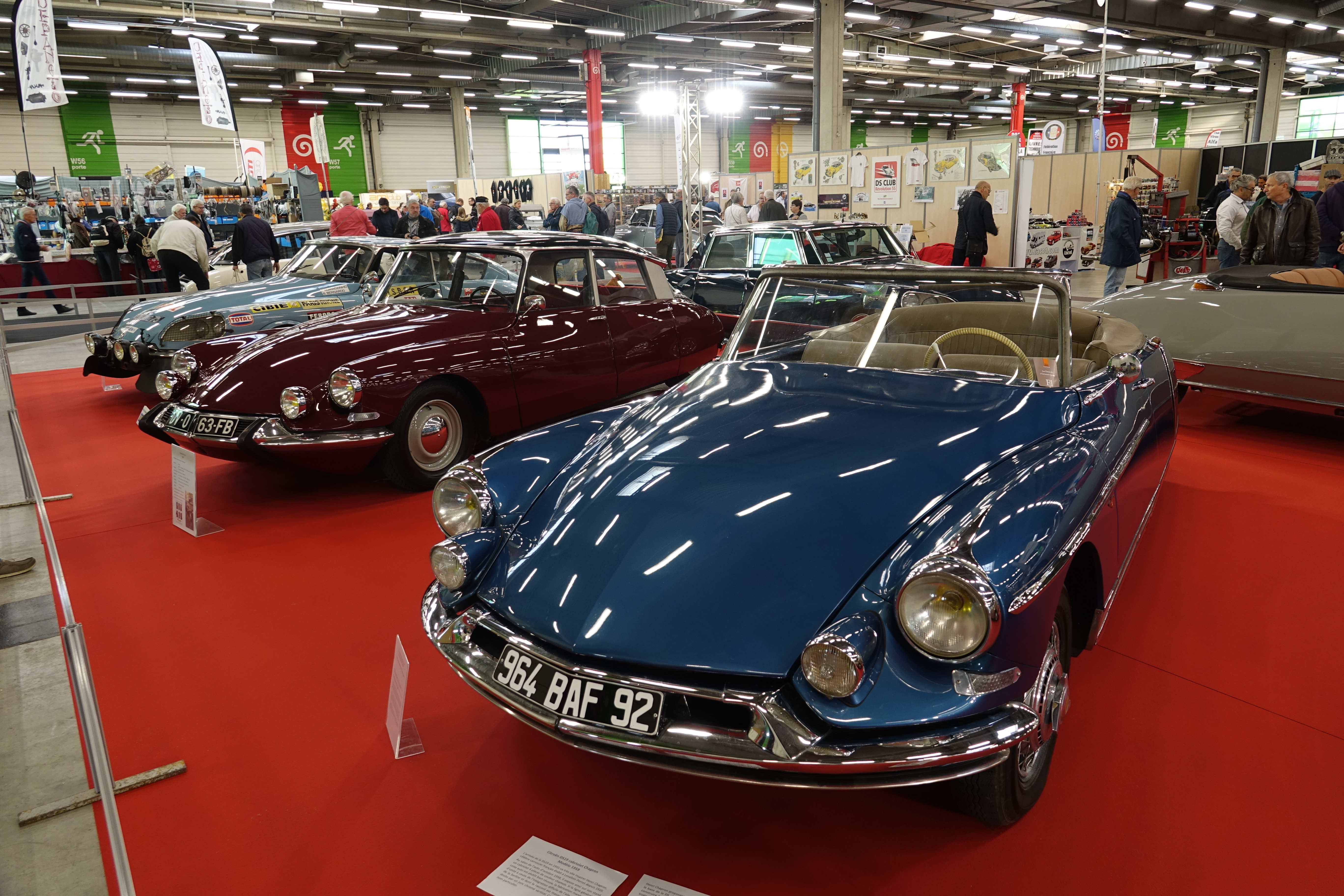
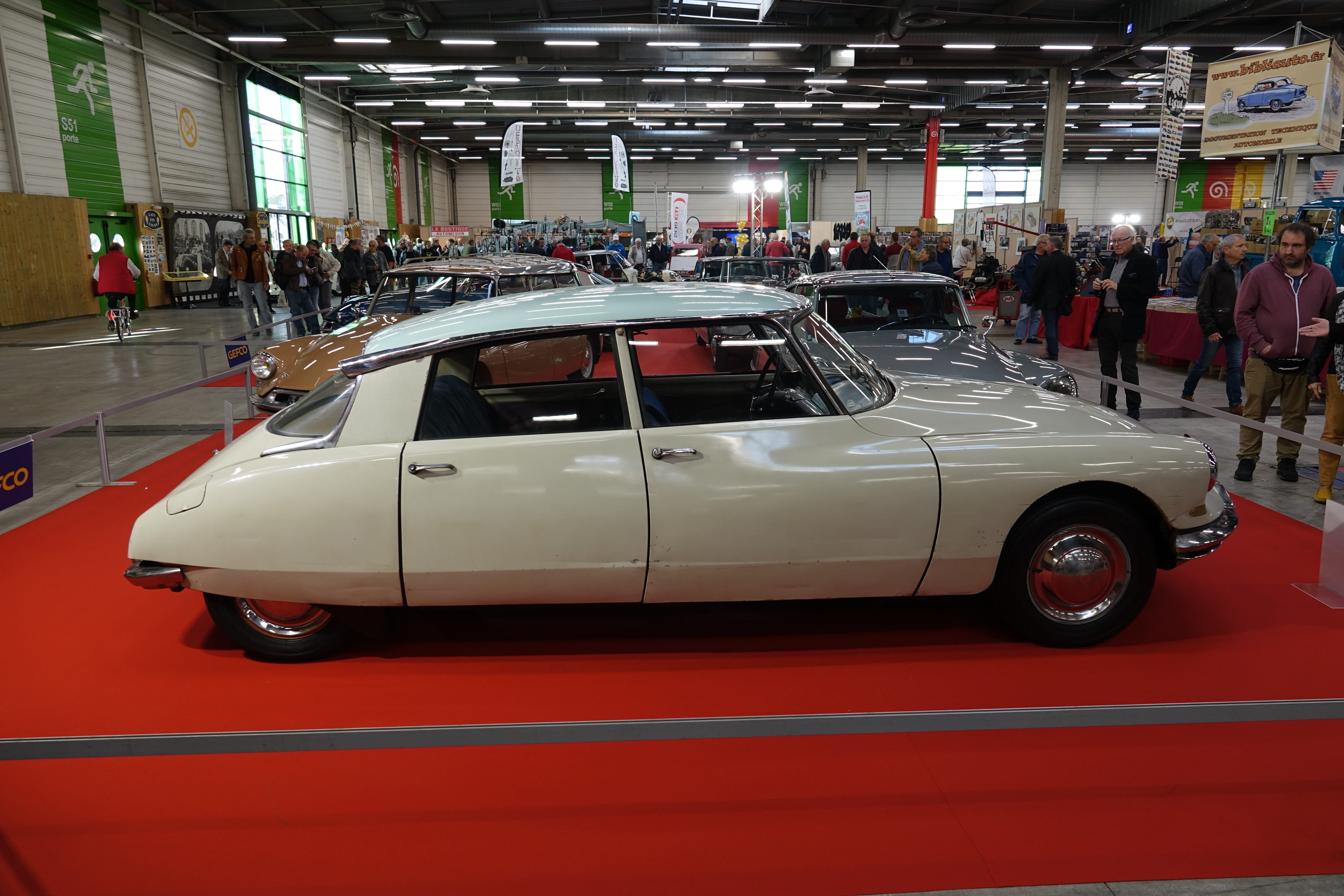
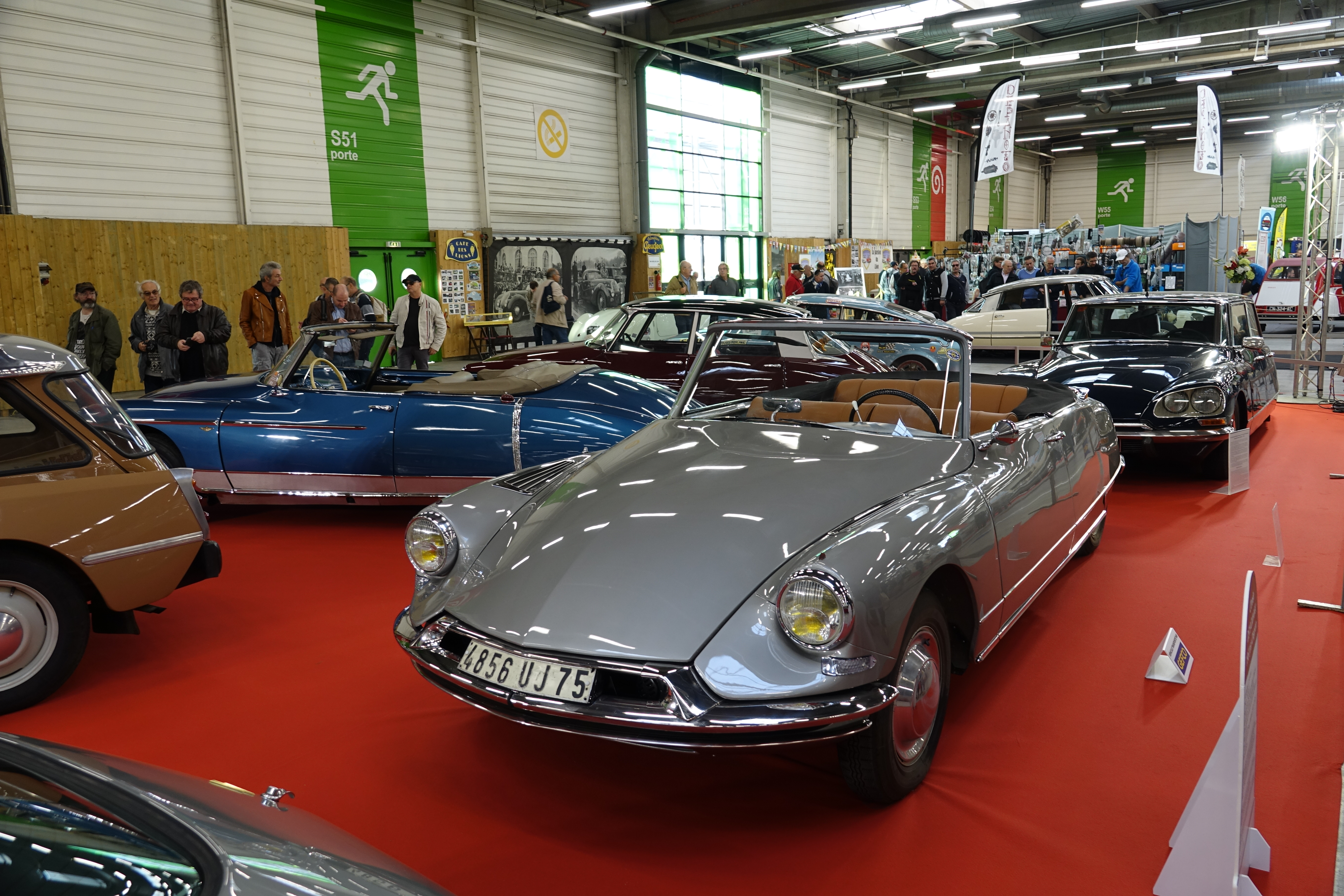

#### Opel

Podium Opel
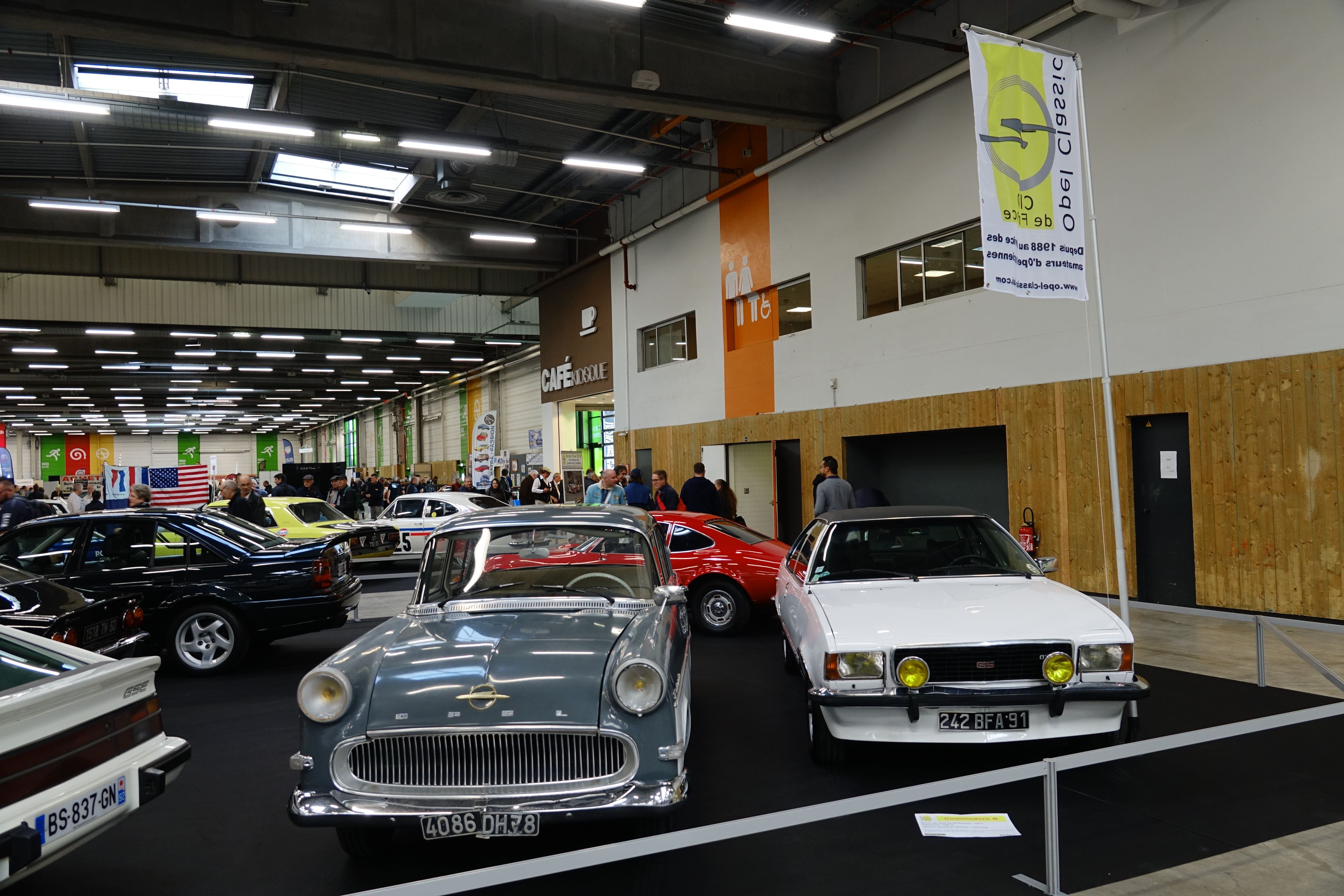
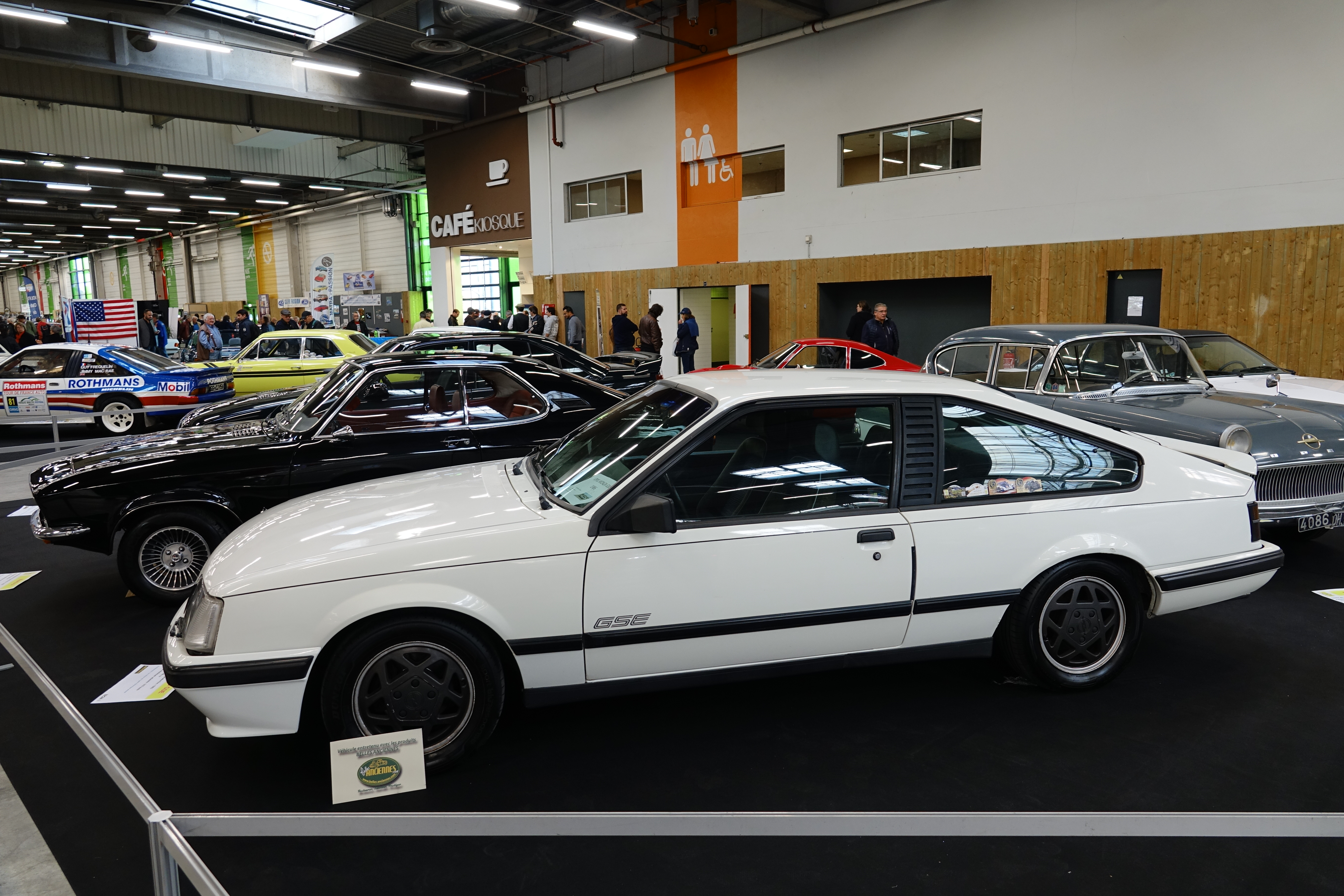
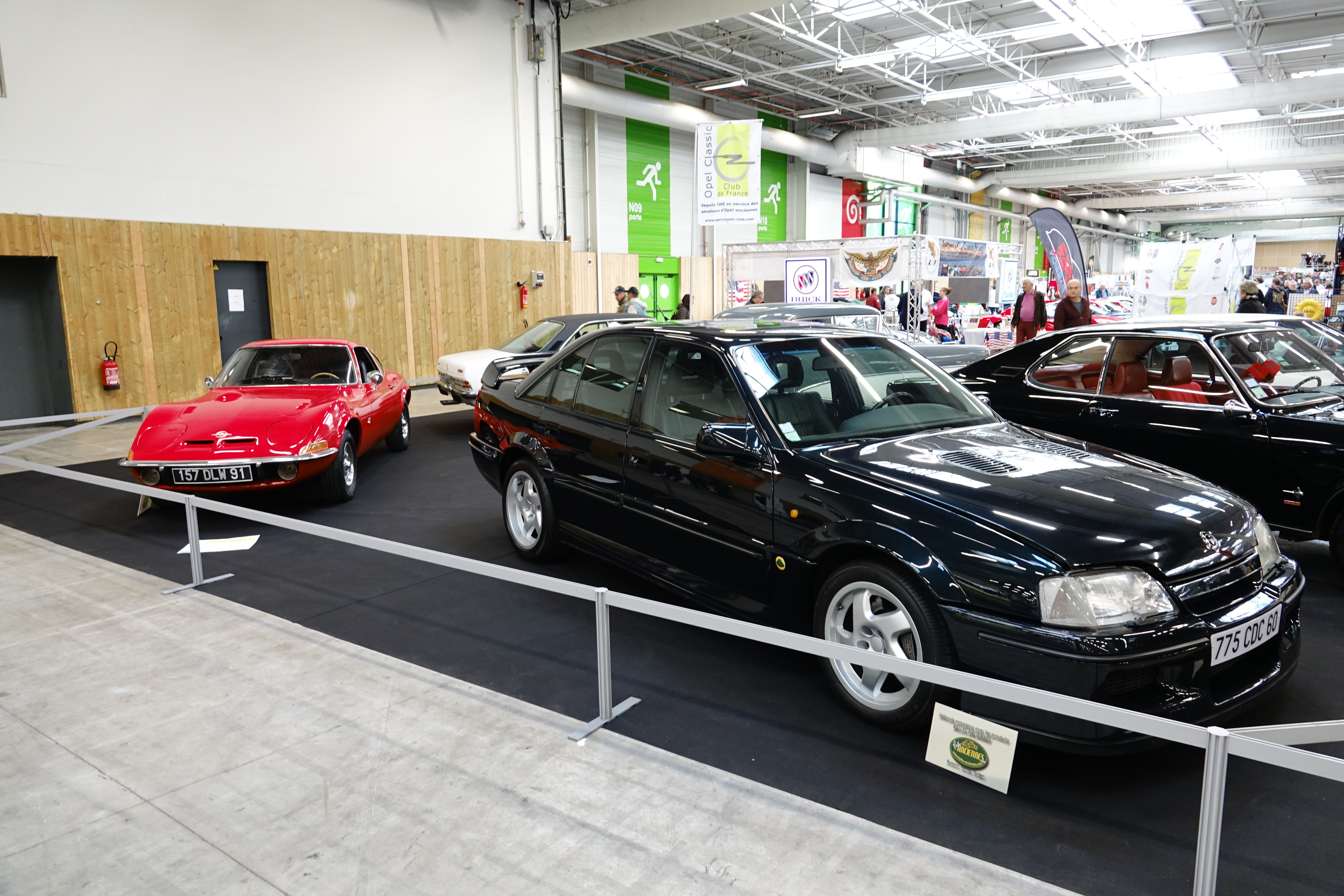
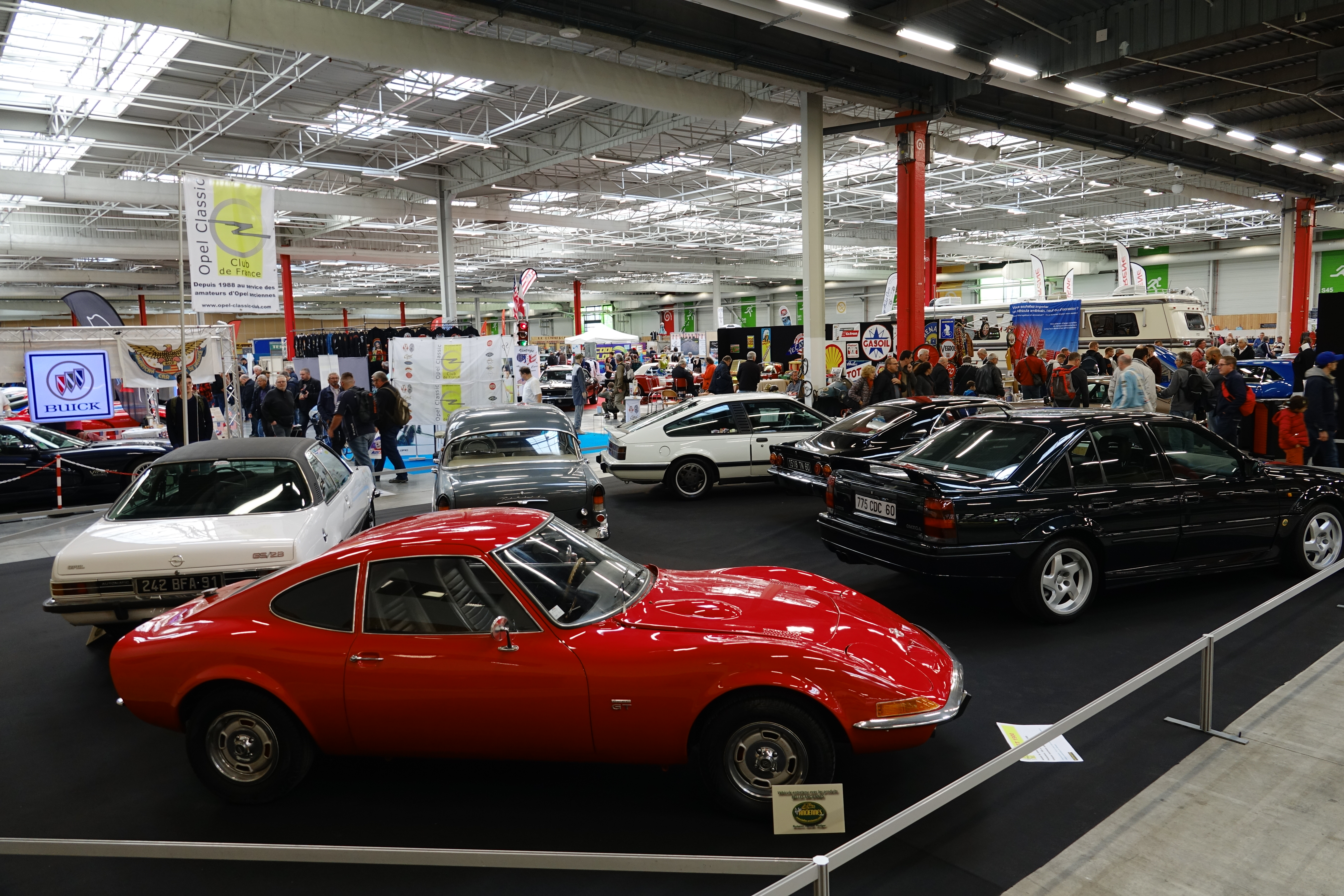
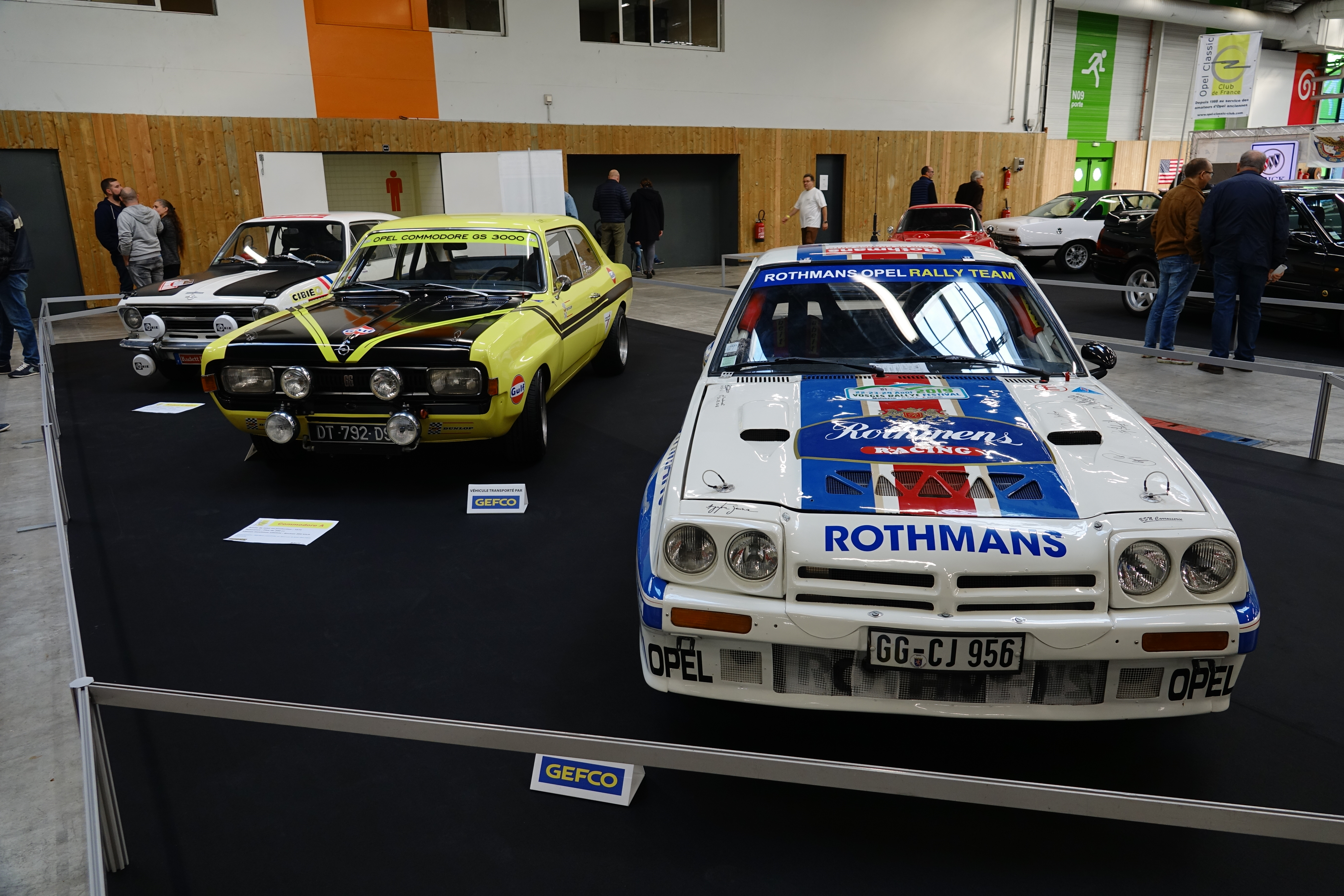

### Édition 2020 annulée
Cette année, Yves Levasseur a cédé le salon Automédon aux Éditions LVA, spécialiste de la presse de collection depuis 1976. Le salon devait célébrer sa 20e édition les 10 et 11 octobre 2020, mais en raison de la Pandémie de Covid-19 en France, celui-ci a été annulé.

### Édition 2021 annulée
Comme l'année précédente, l'édition 2021 est annulée et reportée en octobre 2022.

### 20eédition (2022)
L'édition 2022 du salon Automédon se déroule les 8 et 9 octobre 2022.

#### Pompiers

Exposition des véhicules de pompiers
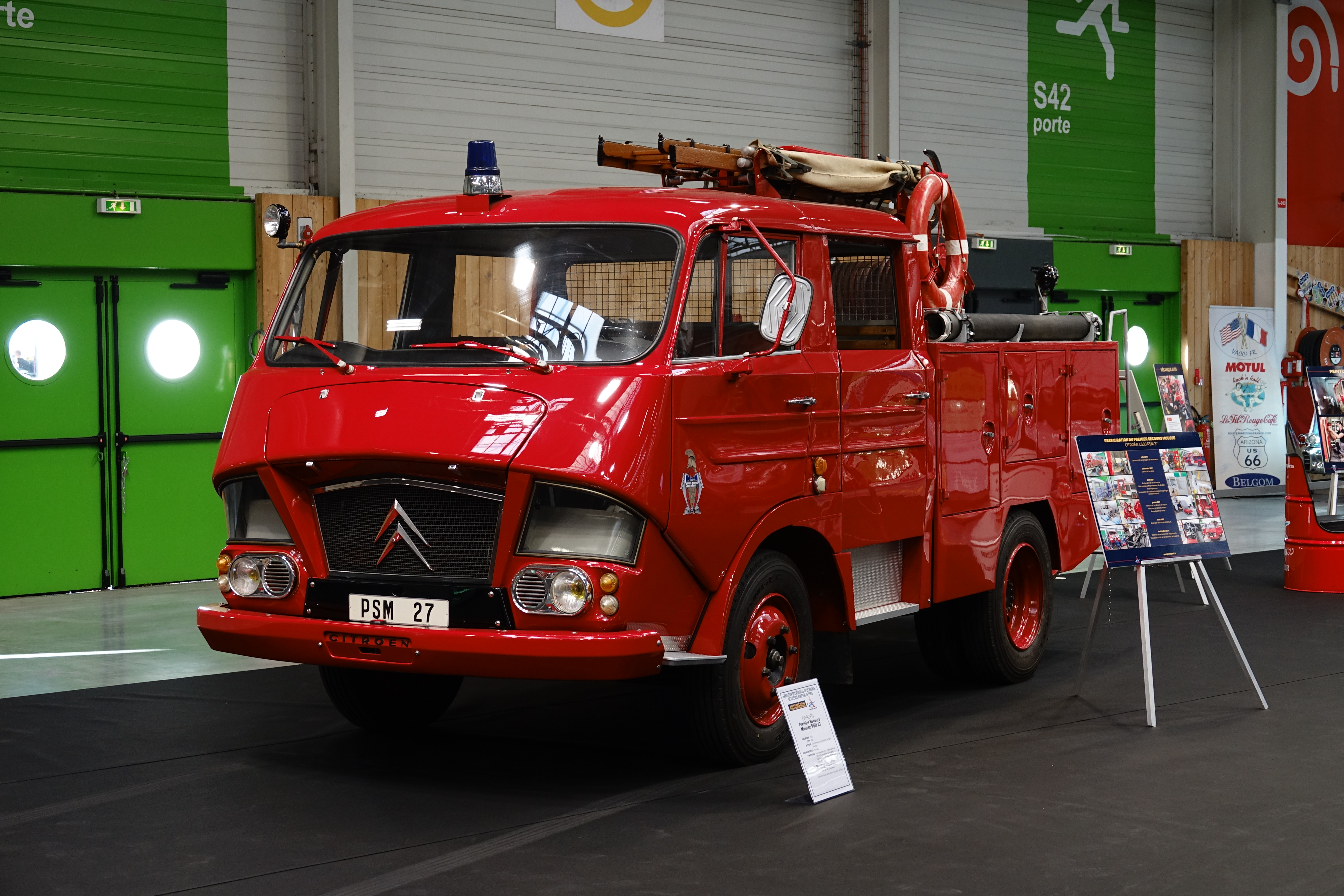
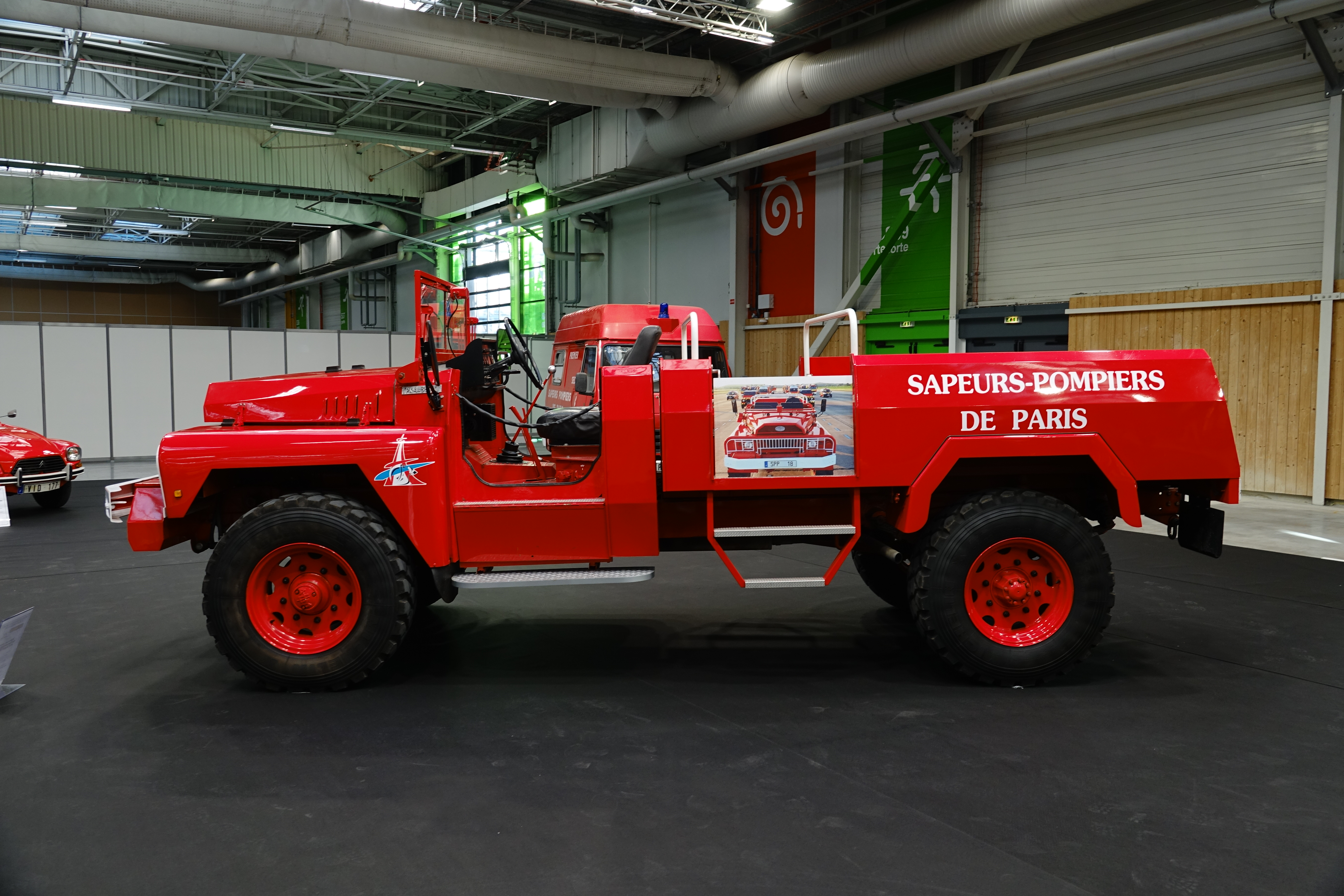
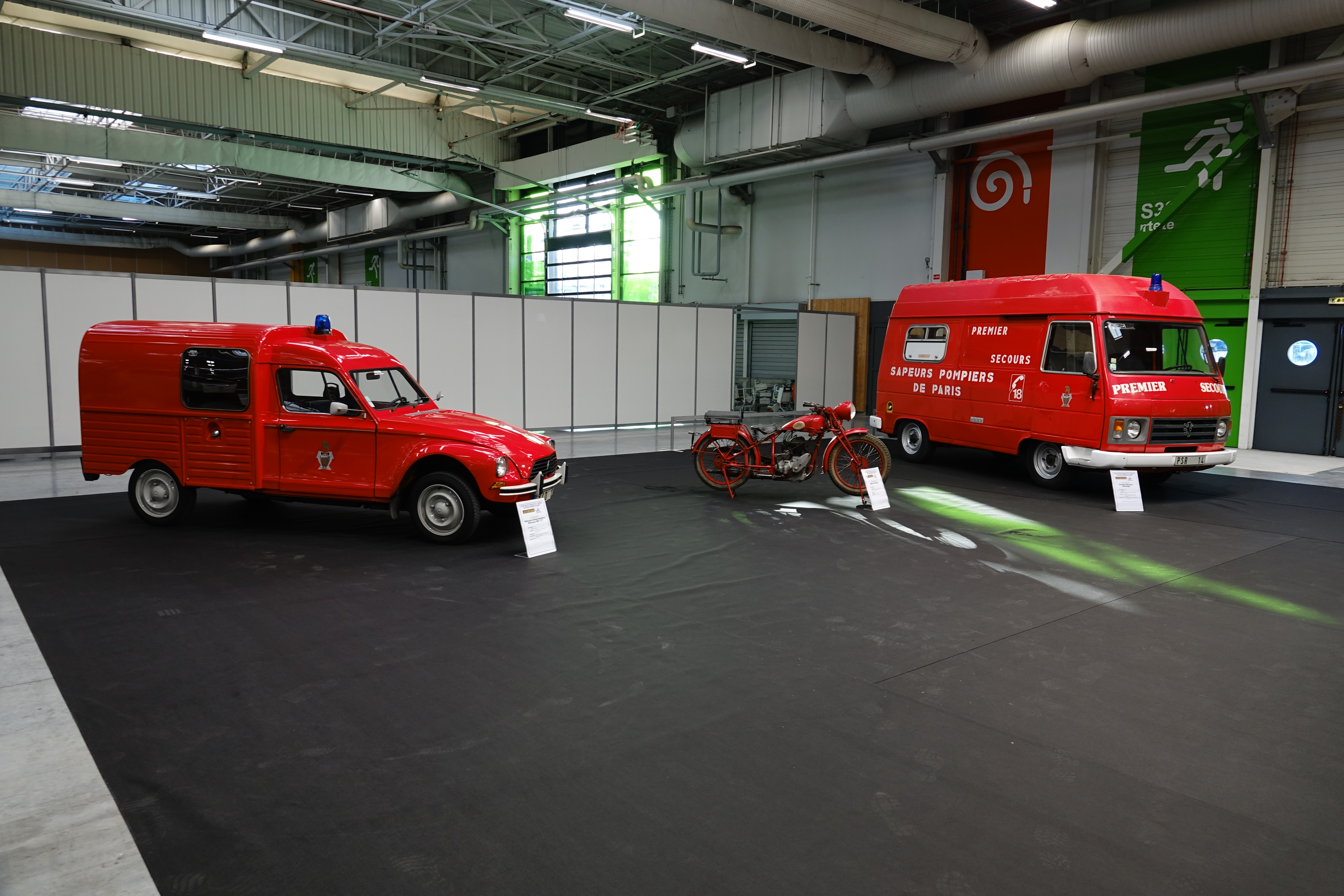

#### Police

Exposition des véhicules de police
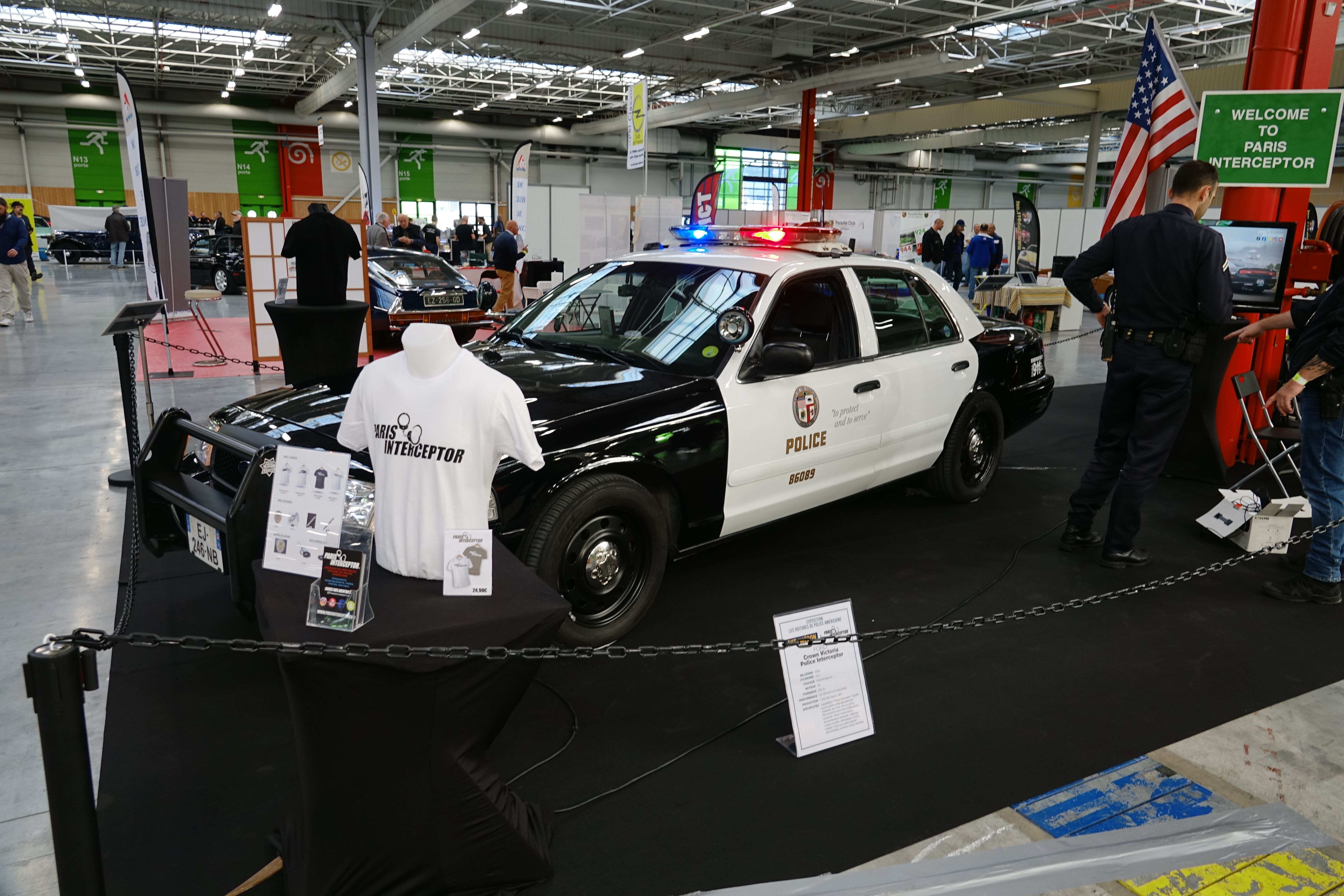
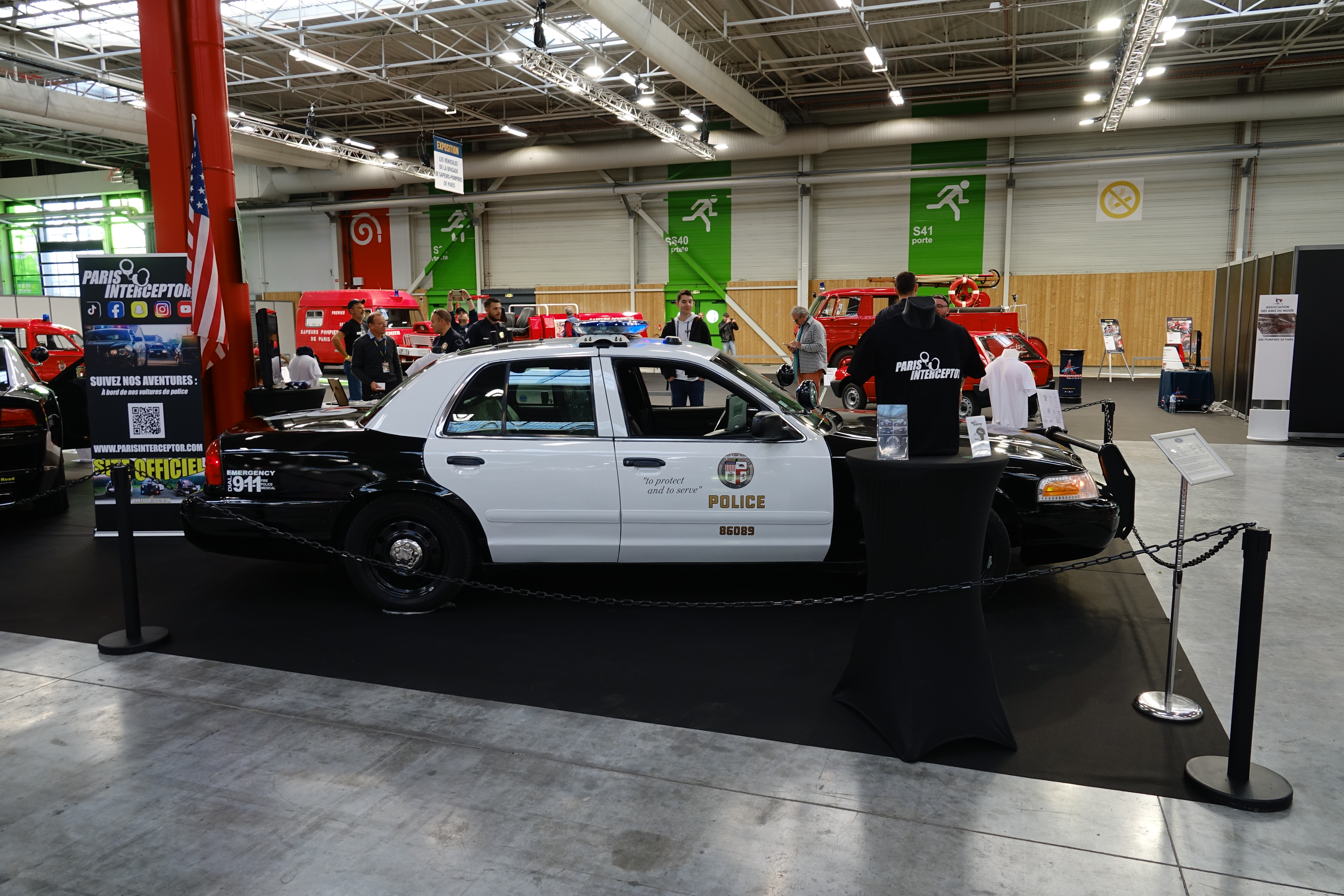
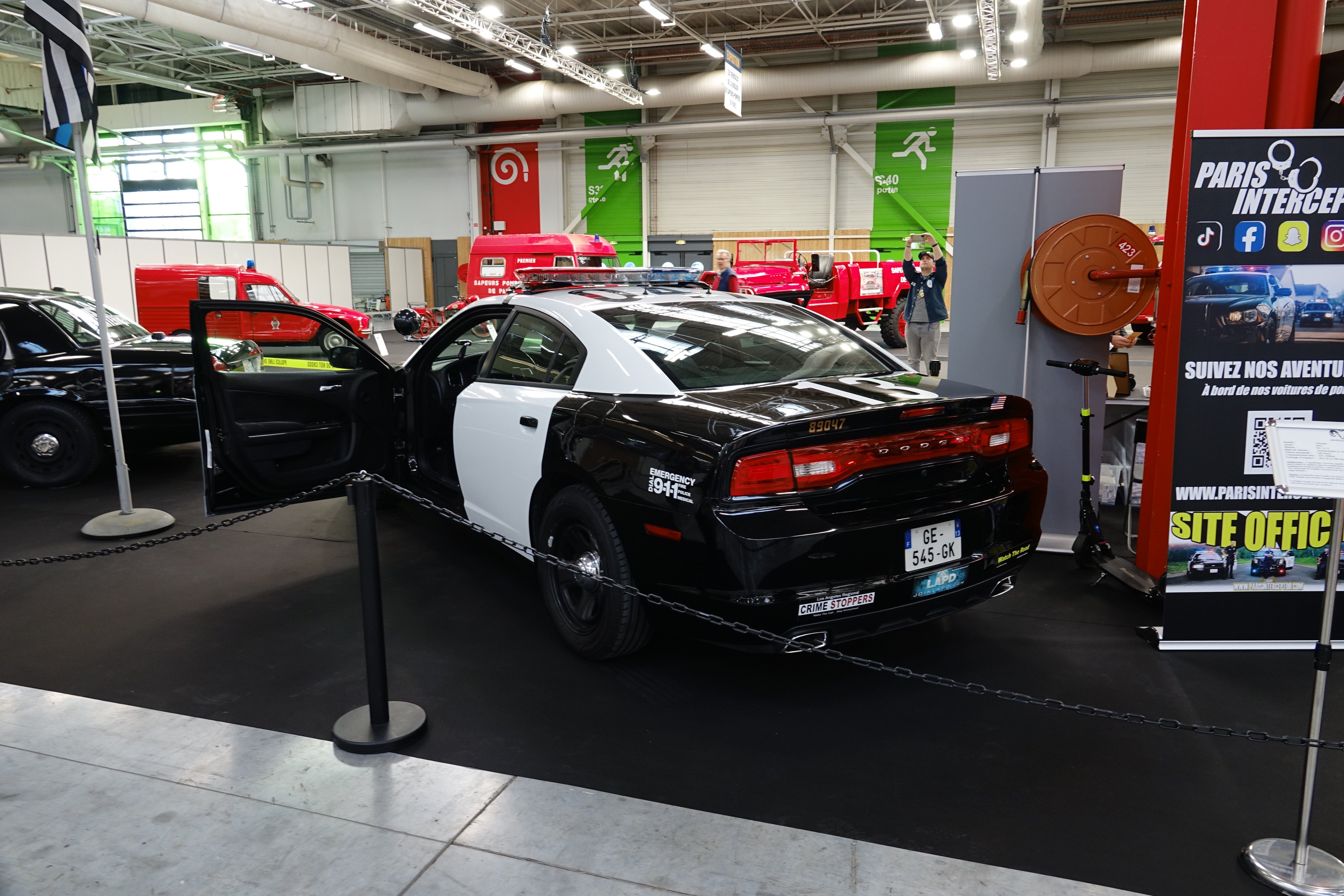
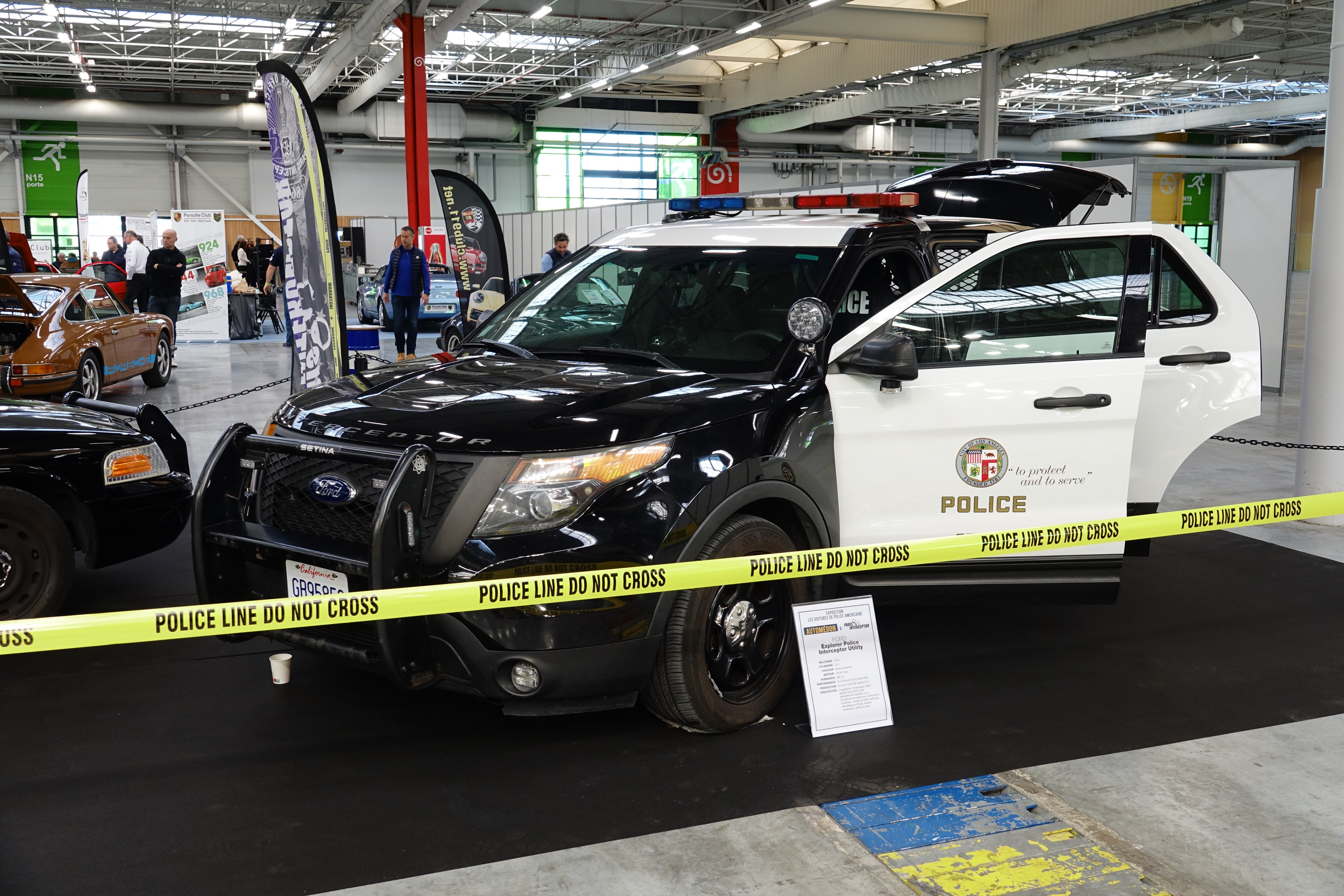

### Édition 2023 annulée
L'édition 2023 du salon Automédon est annulée en raison des Jeux olympiques d'été de 2024 à Paris rendant le Parc des expositions de Paris-Le Bourget indisponible.